# SM U-35
El SM U-35  fue un submarino de la Kaiserliche Marine alemana operado durante la Primera Guerra Mundial. Es considerado en la actualidad como el submarino militar con mayor palmarés absoluto de la historia naval militar, con el máximo número de buques hundidos (226 unidades, con un total de 538 498 TRB) de todas las marinas de guerra del mundo, en todas las guerras habidas desde la incorporación del submarino a misiones bélicas. Iniciada su construcción en 1912, participó en la I Guerra Mundial desde noviembre de 1914 hasta el final del conflicto, sobreviviendo incólume a su conclusión. Durante los años inmediatamente posteriores a la guerra, su historia mereció la atención de la prensa de diversos países, gozó de cierta fama en el ámbito de la marina militar -al haber alcanzado un rendimiento bélico excepcional- y fue objeto de estudio entre los submarinistas de las armadas europeas y americanas.

## Historia

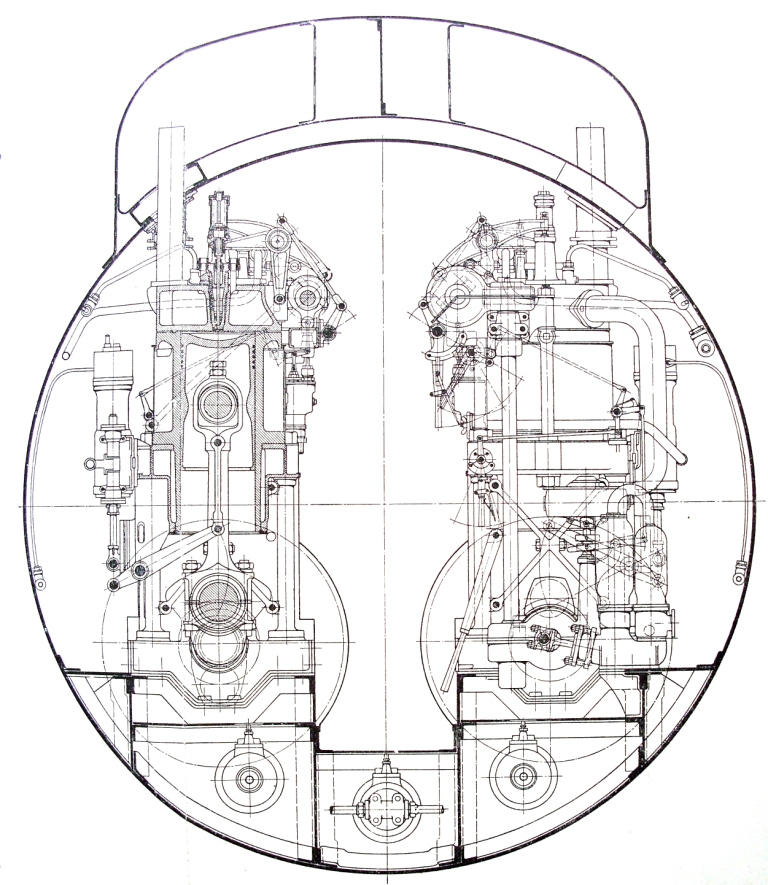
Sección del casco de un submarino con un doble motor diésel Germaniawerft-Zweitakt (1904)

El proyecto de la Serie U 31-U 41 (Submarino de Alta Mar dotado de doble casco de  Tipo U 31-U 41, en alemán "Zweihüllen-Hochsee-Boot Typ U 31-U 41") dio lugar a once submarinos alemanes, identificados con los códigos correlativos U 31 hasta U 41, y fue responsabilidad de los Astilleros Germaniawerft de Kiel. A la cabeza del equipo de ingenieros que realizó el proyecto se encontraba el ingeniero naval Hans Techel. La Serie U 31-U 41 tuvo tal éxito que sirvió de base para las posteriores Series U 51-U 56, U 63-U 65 y U 81-U 86.

### Construcción
La construcción de la unidad denominada U 35 dentro de la Serie U 31-U 41 fue encargada a los astilleros Germaniawerft mediante contrato autorizado en fecha 29 de marzo de 1912. Dicho contrato fijaba como fecha de entrega de la nave terminada el día 1 de marzo de 1914. Sin embargo, dificultades imprevistas en la instalación y el funcionamiento de sus dos motores diésel, del tipo "Germaniawerft-Zweitakt" ("Astilleros Germania de Dos Tiempos") retrasó la botadura del submarino hasta el 18 de abril de 1914. La entrada en servicio tuvo lugar el día 3 de noviembre de 1914, al mando del Capitán (Kapitänleutnant) Waldemar Kophamel. El ingeniero jefe (Leitender Ingenieur) fue, en aquella primera tripulación, el ingeniero naval (Marineingenieur) Hans Fechter. El SM U 35 fue incorporado a la II Flotilla de Submarinos, con base en la Isla de Helgoland (frente a las costas alemanas del Mar del Norte).

### Misiones
El SM U 35 desempeñó sus dos primeras misiones entre el 19 y el 21, y el 24 y el 26 de enero de 1915. En ambos casos se trató de una misión de reconocimiento de corta duración en el Mar del Norte. Las siguientes tres misiones ya fueron de acoso al tráfico marítimo enemigo, y en ellas el submarino cosechó sus primeras presas: diecisiete buques mercantes de diverso desplazamiento, sumando entre todos 25 716  TRB. Cumplidas sus primeras cinco misiones, el SM U 35 fue transferido junto con el SM U 34 a la Base Naval de Cattaro (act. Kotor, Montenegro), perteneciente a la Real e Imperial Armada Austro-Húngara (Königliche und Kaiserliche Österreichisch-Ungarische Marine) en la costa oriental del Mar Adriático. Durante el viaje desde Helgoland a Cattaro, el SM U 35 hundió tres mercantes, con un total de 4067 TRB. Una vez establecido en su nueva base, realizó tres nuevas misiones de ataque en las que hundió quince nuevos barcos de carga, con un total de 59 049 TRB.

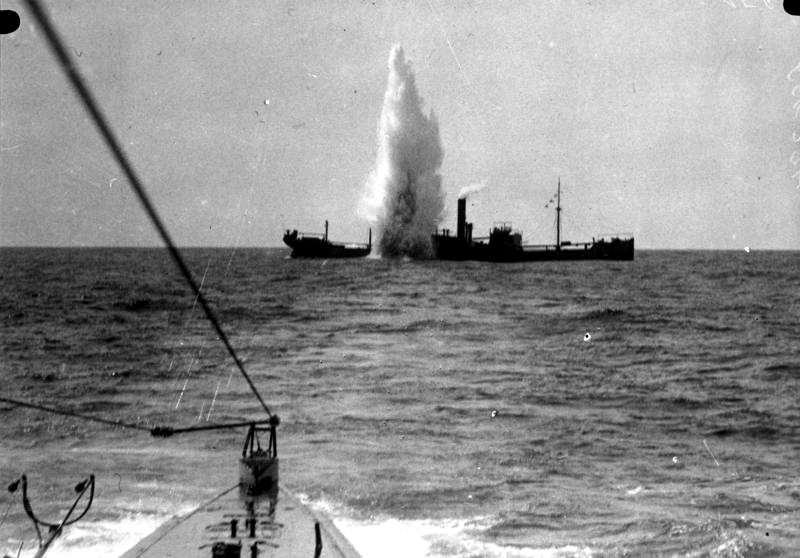
El SM U-35 hunde el mercante artillado británico SS Maplewood con su cañón de 105 mm (7 de abril de 1917).

A finales de octubre de 1915, el SM U 35 fue asignado a una misión secreta: en el puerto otomano de Bodrum embarcó a diez oficiales turcos y una carga de armas y material de guerra, destinados a las tribus libias de los Senussi (o Sanusiya), que se hallaban en rebelión contra las autoridades coloniales italianas y británicas en el Norte de África. En el plan de la misión, el SM U 35 debía tomar a remolque dos veleros otomanos si las condiciones climáticas se presentaban favorables. El convoy de tres embarcaciones arribó sin mayores problemas a la localidad de Bardia, en la costa de Libia, donde los agentes turcos y su alijo de armas fueron desembarcados, concluyendo la misión del SM U 35. Antes de regresar a su base, se internó en el Golfo de Sollum, en aguas del Egipto bajo control británico: allí hundió al auxiliar inglés HMS Tara, de 1862 TRB, e inutilizó un guardacostas de la armada anglo-egipcia atracado en el puerto de Sollum.
El 18 de noviembre de 1915 tomó el mando del SM U 35 el capitán (Kapitänleutnant) Lothar von Arnauld de la Perière. Al mando de este famoso oficial, el SM U 35 realizó quince misiones de combate entre noviembre de 1915 y marzo de 1918, casi todas ellas en aguas del Mar Mediterráneo, en cuyo transcurso hundió 189 barcos de naciones enemigas y neutrales, con un total conjunto de 446 708 TRB. A destacar entre los éxitos cosechados por el SM U 35 bajo el mando del Capitán Lothar von Arnauld de la Perière figuran el hundimiento de dos buques de guerra menores, la corbeta francesa Rigel, de la Clase Aldébaran (1250 t) -hundida el 2 de octubre de 1916-, y la británica HMS Primula (1250 t) -hundida el 29 de febrero de 1916-.

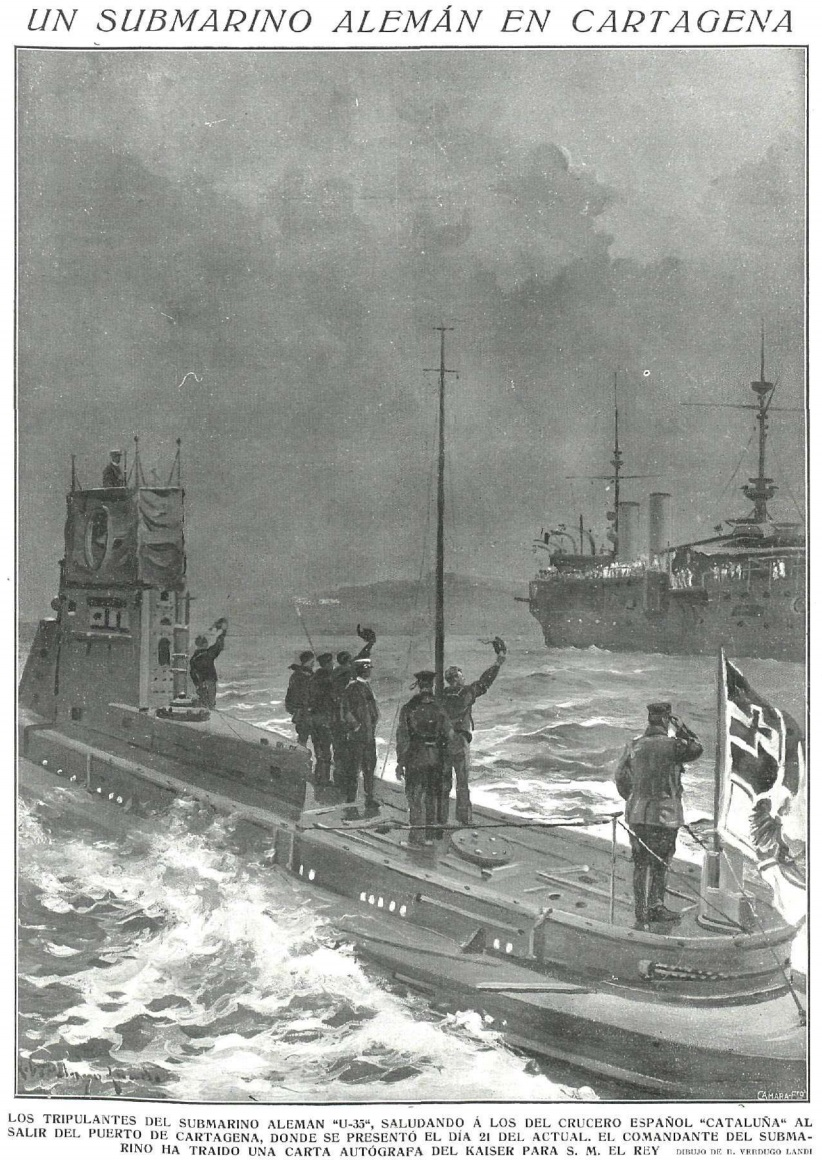
Los tripulantes del submarino alemán "U-35", saludando a los del crucero español Cataluña al salir del puerto de Cartagena, donde se presentó el día 21 de marzo de 1916. El comandante del submarino ha traído una carta autógrafa del Kaiser para S.M. el Rey.

De entre las quince misiones del SM U 35 al mando del Capitán Von Arnauld, la más fructífera en cuanto a presas fue la decimocuarta, realizada entre el 26 de julio y el 20 de agosto de 1916, en aguas del Mediterráneo. En los veintiséis días que duró, el SM U 35 hundió 54 barcos, entre enemigos y neutrales, con un total conjunto de 90 350 TRB. Esta misión ostenta el récord absoluto de hundimientos por un solo submarino, de la historia, en todas sus épocas y en todas las armadas nacionales del mundo. Entre los hundimientos más relevantes llevados a cabo por el SM U 35 destaca el del transporte de tropas francés SS Gallia, acaecido el 4 de octubre de 1916 al sudoeste de la Isla de San Pietro, cercana a la de Cerdeña, que se saldó con 1 338 muertos. El Gallia, de 14 966 TRB, fue el mayor buque hundido por el SM U 35.

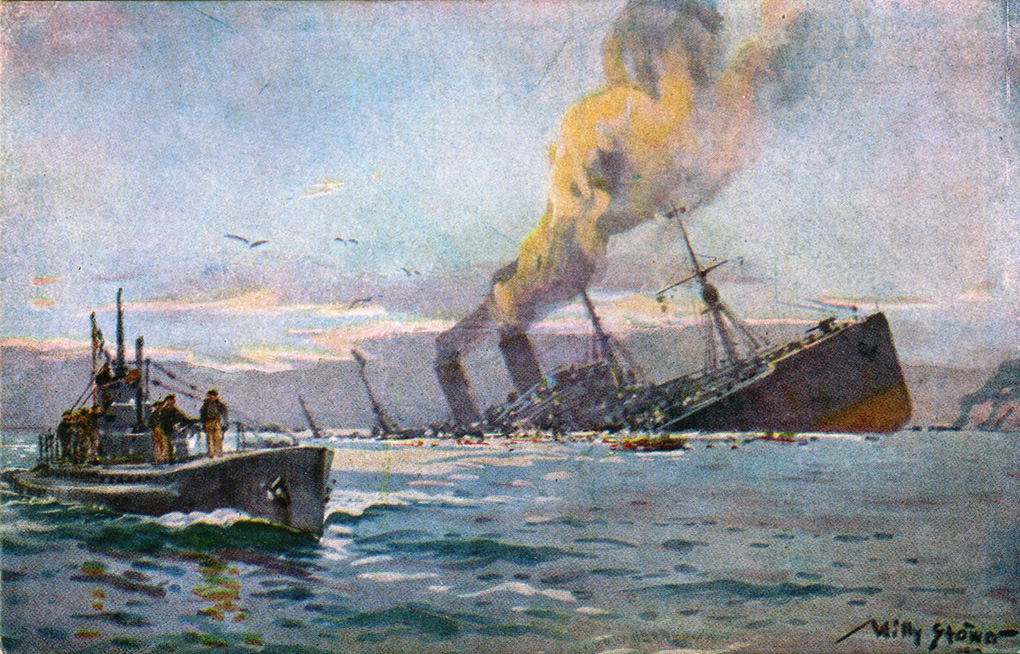
Un transporte de tropas aliado hundido por un submarino alemán, cuadro de Willy Stöwer.

Concluido el largo y muy activo mando del Capitán (K.L.) Von Arnauld, éste pasó al Capitán (Kapitänleutnant) Ernst von Voigt. Con su nuevo oficial al mando, el SM U 35 llevó a cabo dos ensayos operativos, una misión de combate, y dos intentos de cambio de base de operaciones, de Cattaro a una de las bases submarinas en las costas de Alemania, que fracasaron debido a averías importantes en los motores diésel, muy desgastados debido a los tres años de intensos servicios prestados, prácticamente sin interrupción. Tras estos dos fracasados intentos se verificó finalmente el regreso, con Von Voigt al mando. Una vez en Alemania, Von Voigt cedió el mando del SM U 35 al Kapitänleutnant Heino von Heimburg (14 de octubre de 1918). Bajo su mando quedó estacionado el SM U 35 en la Base de Kiel, donde se hallaba desde el 9 de octubre de 1918, y allí atracado le sorprendió el final de la I Guerra Mundial.

### Último destino
Cuando concluyó la I Guerra Mundial, el SM U-35 era, con 226 buques hundidos  y 7 dañados (296 675 TRB) el submarino con más hundimientos de la Armada Imperial Alemana (y de todas las Armas Submarinas del mundo), seguido por los submarinos de su misma serie SM U-39 y SM U-38. 
Tras la rendición alemana del 11 de noviembre de 1918, el SM U 35 fue dado de baja en los registros de buques de la Armada Imperial Alemana el 26 de noviembre de 1918. En virtud de los artículos de la capitulación alemana, el SM U 35 fue entregado a la Royal Navy británica y conducido al puerto de Blyth, donde fue desguazado entre los años 1919 y 1920.

## Jefes al mando
• Kapitänleutnant Waldemar Kophamel – Desde el 3 de noviembre de 1914 hasta el 17 de noviembre de 1915.

• Kapitänleutnant Lothar von Arnauld de la Perière – Desde el 18 de noviembre de 1915 hasta el 16 de marzo de 1918.

• Kapitänleutnant Ernst von Voigt – Desde el 17 de marzo hasta el 13 de octubre de 1918.

• Kapitänleutnant Heino von Heimburg – Desde el 14 de octubre hasta el 26 de noviembre de 1918.

## Lista de buques atacados por elSM U-35
- El guion ("-") significa "ausencia de información" (sin datos).
- "M." significa "muertos" (víctimas mortales).

| Nombre                    | Cpt. U 35     | Fecha       | TRB   | Nacionalidad   | Estado  | Tipo barco: Carga                              | M.   | Lugar constr. (año) Astillero                            |
| ------------------------- | ------------- | ----------- | ----- | -------------- | ------- | ---------------------------------------------- | ---- | -------------------------------------------------------- |
| Blackwood                 | W. Kophamel   | 9 mar 1915  | 1230  | Reino Unido    | Hundido | Vapor: Carbón                                  | 0    | Blyth (1907) Blyth SB. Co.                               |
| Gris Nez                  | W. Kophamel   | 9 mar 1915  | 208   | Francia        | Hundido | Arrastrero                                     | 0    | Hull (1899) Earle's SB. & Eng. Co.                       |
| Hyndford                  | W. Kophamel   | 15 mar 1915 | 4286  | Reino Unido    | Dañado  | Vapor: Grano                                   | 1    | Port Glasgow (1905) Wm. Hamilton & Co.                   |
| Laila                     | W. Kophamel   | 30 abr 1915 | 748   | Noruega        | Hundido | Vapor: Madera                                  | 0    | Grimstad (1902) Hasseldalen's Jernskibsbyg.              |
| Cubano                    | W. Kophamel   | 2 jun 1915  | 4352  | Noruega        | Hundido | Vapor: Diversa                                 | 0    | Greenock (1912) Greenock & Grangemouth Dockyard          |
| George & Mary             | W. Kophamel   | 4 jun 1915  | 100   | Reino Unido    | Hundido | Velero: Chatarra, plomo                        | 0    | Jersey (1875) Le Sueur                                   |
| Sunlight                  | W. Kophamel   | 6 jun 1915  | 1433  | Reino Unido    | Hundido | Velero: Melaza                                 | 0    | Glasgow (1907) Napier & Miller, Ltd.                     |
| Trudvang                  | W. Kophamel   | 7 jun 1915  | 1041  | Noruega        | Hundido | Vapor: Piritas                                 | 0    | Bergen (1897) Bergens Mek. Verks.                        |
| Express                   | W. Kophamel   | 8 jun 1915  | 115   | Reino Unido    | Hundido | Velero: -                                      | 0    | Kingsbridge (1885) W. Date & Sons                        |
| La Liberté                | W. Kophamel   | 8 jun 1915  | 302   | Francia        | Hundido | Velero: Carbón                                 | -    | Saint-Malo (1895) Gautier fils                           |
| Strathcarron              | W. Kophamel   | 8 jun 1915  | 4347  | Reino Unido    | Hundido | Vapor: Carbón                                  | 0    | Greenock (1912) Greenock & Grangemouth Dockyard          |
| Susannah                  | W. Kophamel   | 8 jun 1915  | 115   | Reino Unido    | Hundido | Velero: Carbón                                 | 0    | Ardrossan (1873) Barr                                    |
| Thomasina                 | W. Kophamel   | 10 jun 1915 | 1869  | Rusia          | Hundido | Velero: (en lastre)                            | 0    | Dumbarton (1873) A. MacMillan & Son                      |
| Bellglade                 | W. Kophamel   | 12 jun 1915 | 664   | Noruega        | Hundido | Velero: Madera                                 | 0    | Glasgow (1877) D. & W. Henderson                         |
| Crown of India            | W. Kophamel   | 12 jun 1915 | 2034  | Reino Unido    | Hundido | Velero: Carbón                                 | 0    | Leith (1885) Ramage & Ferguson                           |
| Diamant                   | W. Kophamel   | 13 jun 1915 | 324   | Francia        | Hundido | Velero: (en lastre)                            | -    | Brake (1887) J. Oltmanns Witwe                           |
| Hopemount                 | W. Kophamel   | 13 jun 1915 | 3300  | Reino Unido    | Hundido | Vapor: Carbón                                  | 0    | Newcastle (1904) Swan, Hunter & Wigham Richardson, Ltd.  |
| Pelham                    | W. Kophamel   | 13 jun 1915 | 3534  | Reino Unido    | Hundido | Vapor: (en lastre)                             | 0    | Sunderland (1906) R. Thompson & Sons                     |
| Baltzer                   | W. Kophamel   | 10 ago 1915 | 343   | Rusia          | Dañado  | Velero: Madera                                 | -    | Adiamünde (act. Skulte) LV (1893) Alkstnen               |
| François                  | W. Kophamel   | 10 ago 1915 | 2212  | Francia        | Hundido | Velero: Grano                                  | 0    | Saint-Nazaire (1900) Atel. & Chant. de la Loire          |
| Morna                     | W. Kophamel   | 10 ago 1915 | 1512  | Noruega        | Hundido | Velero: Trigo                                  | 0    | Birkenhead (1877) Laird Bros.                            |
| Ravitailleur              | W. Kophamel   | 17 sep 1915 | 2815  | Francia        | Hundido | Vapor: Carbón                                  | 0    | Port Glasgow (1901) A. Rodger & Co.                      |
| Ramazan                   | W. Kophamel   | 19 sep 1915 | 3477  | Reino Unido    | Hundido | Vapor: Material militar                        | 1    | Middlesbrough (1905) R. Craggs & Sons                    |
| Linkmoor                  | W. Kophamel   | 20 sep 1915 | 4306  | Reino Unido    | Hundido | Vapor: Carbón                                  | 0    | South Shields (1914) J. Readhead & Sons                  |
| Scilla                    | W. Kophamel   | 18 oct 1915 | 1220  | Italia         | Hundido | Vapor: Diversa                                 | -    | Greenock (1866) MacNab & Co.                             |
| SS Marquette              | W. Kophamel   | 23 oct 1915 | 7057  | Reino Unido    | Hundido | Pasaje: Tropas, mat. militar                   | 167  | Glasgow (1898) A. Stephen & Sons                         |
| Woolwich                  | W. Kophamel   | 3 nov 1915  | 2936  | Reino Unido    | Hundido | Vapor: Zinc, fosfatos                          | 0    | Middlesbrough (1887) Sir Raylton Dixon & Co.             |
| HMS Tara                  | W. Kophamel   | 5 nov 1915  | 1862  | Reino Unido    | Hundido | Ferry artillado (corbeta aux.) ex TSS Hibernia | 12   | Dumbarton (1900) Wm. Denny & Bros.                       |
| Abbas                     | W. Kophamel   | 5 nov 1915  | 298   | Egipto         | Hundido | Cañonero                                       | -    | Troon, UK (1891) Ailsa Shipbuilding Co.                  |
| Nour-el-Bahr              | W. Kophamel   | 5 nov 1915  | 450   | Egipto         | Dañado  | Guardacostas                                   | -    | - (1884) -                                               |
| Caria                     | W. Kophamel   | 6 nov 1915  | 3032  | Reino Unido    | Hundido | Vapor: (en lastre)                             | 0    | Newcastle (1900) Tyne Iron SB. Co.                       |
| Clan MacAlister           | W. Kophamel   | 6 nov 1915  | 4835  | Reino Unido    | Hundido | Vapor: Diversa                                 | 0    | Dumbarton (1903) A. McMillan & Son                       |
| Lumina                    | W. Kophamel   | 6 nov 1915  | 6218  | Reino Unido    | Hundido | Vapor (tanque): Gasóleo                        | 0    | Sunderland (1915) Sir James Laing & Sons                 |
| Moorina                   | W. Kophamel   | 7 nov 1915  | 4994  | Reino Unido    | Hundido | Vapor: -                                       | 0    | Bremen (1906) A.G. Weser                                 |
| Den of Crombie            | W. Kophamel   | 8 nov 1915  | 4949  | Reino Unido    | Hundido | Vapor: Diversa                                 | 0    | Glasgow (1907) Chas. Connell & Co.                       |
| Sir Richard Awdry         | W. Kophamel   | 8 nov 1915  | 2234  | Reino Unido    | Hundido | Vapor: Arroz                                   | 1    | Port Glasgow (1912) Clyde SB & Eng. Co.                  |
| Wacousta                  | W. Kophamel   | 8 nov 1915  | 3521  | Noruega        | Hundido | Vapor: Mat. ferroviario                        | 0    | Dumbarton (1908) A. McMillan & Son                       |
| SS Californian            | W. Kophamel   | 9 nov 1915  | 6223  | Reino Unido    | Hundido | Pasaje: (en lastre)                            | 1    | Dundee (1902) Caledon SB & Eng. Co.                      |
| Sutherland                | L. v. Arnauld | 17 ene 1916 | 3542  | Reino Unido    | Hundido | Vapor: Grano, manganeso                        | 1    | Sunderland (1901) W. Doxford & Sons                      |
| Marere                    | L. v. Arnauld | 18 ene 1916 | 6443  | Reino Unido    | Hundido | Vapor: Diversa                                 | 0    | Belfast (1902) Workman, Clark & Co.                      |
| Trematon                  | L. v. Arnauld | 20 ene 1916 | 4198  | Reino Unido    | Hundido | Vapor: Grano                                   | 0    | South Shields (1914) J. Readhead & Sons                  |
| La Provence               | L. v. Arnauld | 26 feb 1916 | 13753 | Francia        | Hundido | Pasaje armado: Tropas                          | 990  | Saint-Nazaire (1905) Chant. & Atel. de St. Nazaire       |
| Giava                     | L. v. Arnauld | 27 feb 1916 | 2755  | Italia         | Hundido | Vapor: -                                       | 0    | Newcastle (1881) A. Leslie & Co.                         |
| Masunda                   | L. v. Arnauld | 28 feb 1916 | 4952  | Reino Unido    | Hundido | Vapor: Arroz                                   | 0    | Glasgow (1909) A. Stephen & Sons                         |
| HMS Primula               | L. v. Arnauld | 29 feb 1916 | 1250  | Reino Unido    | Hundido | Corbeta                                        | 4    | Newcastle (1915) Swan, Hunter & Wigham Richardson        |
| SS Minneapolis            | L. v. Arnauld | 23 mar 1916 | 13543 | Reino Unido    | Hundido | Pasaje: (en lastre)                            | 12   | Belfast (1900) Harland & Wolff                           |
| Maria C.                  | L. v. Arnauld | 13 jun 1916 | 77    | Italia         | Hundido | Velero: -                                      | -    | - (-) -                                                  |
| Motia                     | L. v. Arnauld | 13 jun 1916 | 500   | Italia         | Hundido | Vapor: -                                       | 0    | Belfast (1881) Workman, Clark & Co.                      |
| San Francesco di Paola    | L. v. Arnauld | 13 jun 1916 | 43    | Italia         | Hundido | Velero: -                                      | -    | - (-) -                                                  |
| Giosue                    | L. v. Arnauld | 14 jun 1916 | 20    | Italia         | Hundido | Velero: -                                      | -    | - (-) -                                                  |
| San Francesco             | L. v. Arnauld | 14 jun 1916 | 28    | Italia         | Hundido | Velero: -                                      | -    | - (-) -                                                  |
| Tavolara                  | L. v. Arnauld | 14 jun 1916 | 701   | Italia         | Hundido | Vapor: -                                       | 0    | Sunderland (1892) J. Priestman & Co.                     |
| Antonia V                 | L. v. Arnauld | 14 jun 1916 | 132   | Italia         | Hundido | Velero: -                                      | -    | Chioggia (IT) (1893) A. Nerdio                           |
| Adelia                    | L. v. Arnauld | 15 jun 1916 | 170   | Italia         | Hundido | Velero: (en lastre)                            | -    | Savona (1894) E. Calamaro                                |
| Anette                    | L. v. Arnauld | 15 jun 1916 | 112   | Italia         | Hundido | Velero: -                                      | -    | - (-) -                                                  |
| S. Maria                  | L. v. Arnauld | 15 jun 1916 | 515   | Italia         | Hundido | Velero: -                                      | -    | Nantes (1893) P. Sevestre, Chantenay-sur-Loire           |
| Audace                    | L. v. Arnauld | 15 jun 1916 | 144   | Italia         | Hundido | Velero: -                                      | -    | Galaxidi (GR) (1905) G. Canata                           |
| Sardinia                  | L. v. Arnauld | 15 jun 1916 | 1119  | Reino Unido    | Hundido | Vapor: Diversa                                 | 0    | Dundee (1895) Gourlay Bros. & Co.                        |
| Rondine                   | L. v. Arnauld | 16 jun 1916 | 112   | Italia         | Hundido | Velero: -                                      | -    | - (-) -                                                  |
| Era                       | L. v. Arnauld | 16 jun 1916 | 1078  | Italia         | Hundido | Velero: -                                      | -    | Londonderry (1888) C. J. Bigger                          |
| Dolmetta M                | L. v. Arnauld | 16 jun 1916 | 48    | Italia         | Hundido | Velero: -                                      | -    | - (-) -                                                  |
| Gafsa                     | L. v. Arnauld | 16 jun 1916 | 3922  | Reino Unido    | Hundido | Vapor: Carbón, fuel                            | 0    | Sunderland (1906) W. Doxford & Sons                      |
| Eufrasia                  | L. v. Arnauld | 16 jun 1916 | 71    | Italia         | Hundido | Velero: -                                      | -    | - (-) -                                                  |
| Poviga                    | L. v. Arnauld | 17 jun 1916 | 3360  | Italia         | Hundido | Vapor: Carbón                                  | 0    | Stockton (1891) Ropner & Son                             |
| Rona                      | L. v. Arnauld | 18 jun 1916 | 1312  | Reino Unido    | Hundido | Vapor: Diversa                                 | 0    | Glasgow (1884) Barclay, Curle & Co.                      |
| Beachy                    | L. v. Arnauld | 18 jun 1916 | 4718  | Reino Unido    | Hundido | Vapor: Manganeso, diversa                      | 0    | Greenock (1909) Scotts' SB. & Eng. Co.                   |
| Olga                      | L. v. Arnauld | 18 jun 1916 | 2964  | Francia        | Hundido | Vapor: -                                       | 0    | Port Glasgow (1910) R. Duncan & Co.                      |
| Aquila                    | L. v. Arnauld | 18 jun 1916 | 2191  | Noruega        | Hundido | Vapor: Carbón                                  | 0    | Middlesbrough (1888) Sir Raylton Dixon & Co.             |
| France et Russie          | L. v. Arnauld | 19 jun 1916 | 329   | Francia        | Hundido | Velero: -                                      | -    | Savona (1895) E. Calamaro                                |
| Mario C.                  | L. v. Arnauld | 19 jun 1916 | 398   | Italia         | Hundido | Velero: -                                      | 0    | Lerici (IT) (1869) F. Rolla                              |
| Hérault                   | L. v. Arnauld | 23 jun 1916 | 2299  | Francia        | Hundido | Pasaje: -                                      | -    | Port de Bouc (1906) Chant. & Atel. de Provence           |
| Giuseppina                | L. v. Arnauld | 23 jun 1916 | 1872  | Italia         | Hundido | Velero: -                                      | -    | Riva Trigoso (IT) (1902) Soc. Esercizio Bacini           |
| Saturnina Fanny           | L. v. Arnauld | 24 jun 1916 | 1568  | Italia         | Hundido | Velero: palo campeche                          | -    | Sestri Ponente (IT) (1891) N. Odero fu A.                |
| San Francesco             | L. v. Arnauld | 24 jun 1916 | 1060  | Italia         | Hundido | Velero: palo campeche                          | -    | Sunderland (1885) S. P. Austin & Son                     |
| Checchina                 | L. v. Arnauld | 24 jun 1916 | 184   | Francia        | Hundido | Velero: -                                      | -    | Livorno (1863) G. Gori                                   |
| Daiyetsu Maru             | L. v. Arnauld | 24 jun 1916 | 3184  | Japón          | Hundido | Vapor: -                                       | 0    | Stockton (1891) Ropner & Son                             |
| Canford Chine             | L. v. Arnauld | 24 jun 1916 | 2398  | Reino Unido    | Hundido | Vapor: (en lastre)                             | 0    | Newcastle (1903) W. Dobson & Co.                         |
| Fournel                   | L. v. Arnauld | 25 jun 1916 | 2047  | Francia        | Hundido | Vapor: Diversa                                 | 0    | Glasgow (1880) A. & J. Inglis                            |
| Clara                     | L. v. Arnauld | 25 jun 1916 | 5503  | Italia         | Hundido | Vapor: -                                       | -    | La Spezia (1913) Cant. Nav. FIAT San Giorgio             |
| Pino                      | L. v. Arnauld | 27 jun 1916 | 1677  | Italia         | Hundido | Vapor: -                                       | -    | Newcastle (1882) A. Leslie & Co.                         |
| Roma                      | L. v. Arnauld | 27 jun 1916 | 2491  | Italia         | Hundido | Vapor: -                                       | -    | Glasgow (1894) A. Stephen & Sons                         |
| Mongibello                | L. v. Arnauld | 27 jun 1916 | 4059  | Italia         | Hundido | Vapor: -                                       | -    | La Spezia (1900) Cantiere Navale di Muggiano             |
| Windermere                | L. v. Arnauld | 27 jun 1916 | 2292  | Reino Unido    | Hundido | Vapor: Carbón                                  | 12   | West Hartlepool (1904) Irvine's SB. & DD. Co.            |
| Giuseppina                | L. v. Arnauld | 29 jun 1916 | 214   | Italia         | Hundido | Velero: -                                      | -    | Viareggio (1913) A. Codecasa                             |
| Teano                     | L. v. Arnauld | 29 jun 1916 | 1907  | Reino Unido    | Hundido | Vapor: Carbón, diversa                         | 0    | Hull (1913) Earle's SB & Eng. Co.                        |
| Carlo Alberto             | L. v. Arnauld | 29 jun 1916 | 312   | Italia         | Hundido | Velero: -                                      | -    | Oneglia (IT) (1913) A. Terrizzano                        |
| Dandolo                   | L. v. Arnauld | 28 jul 1916 | 4977  | Italia         | Hundido | Vapor: -                                       | -    | La Spezia (1906) Cant. Nav. di Muggiano                  |
| Giuseppe Marta            | L. v. Arnauld | 30 jul 1916 | 111   | Túnez          | Hundido | Velero: -                                      | -    | - (-) -                                                  |
| Ethelbryhta               | L. v. Arnauld | 30 jul 1916 | 3084  | Reino Unido    | Hundido | Vapor: Heno                                    | 0    | West Hartlepool (1898) W. Gray & Co.                     |
| Katholm                   | L. v. Arnauld | 30 jul 1916 | 1324  | Dinamarca      | Hundido | Vapor: Carbón                                  | 0    | Hoboken (BE) (1904) Chant. Navals Anversois              |
| Britannic                 | L. v. Arnauld | 30 jul 1916 | 3487  | Reino Unido    | Hundido | Vapor: Carbón                                  | 0    | West Hartlepool (1904) W. Gray & Co.                     |
| Città di Mesina           | L. v. Arnauld | 31 jul 1916 | 2464  | Italia         | Hundido | Vapor: -                                       | 0    | Sunderland (1894) R. Thompson & Sons                     |
| Emilio G.                 | L. v. Arnauld | 31 jul 1916 | 166   | Italia         | Hundido | Velero: -                                      | 0    | Torre del Greco (IT) (1883) G. Bonifacio                 |
| Generale Amelio           | L. v. Arnauld | 31 jul 1916 | 222   | Italia         | Hundido | Velero: -                                      | -    | Viareggio (1914) A. Codecasa                             |
| Einar                     | L. v. Arnauld | 31 jul 1916 | 135   | Noruega        | Hundido | Arrastrero: (en lastre)                        | 0    | Middlesbrough (1891) Sir Raylton Dixon & Co.             |
| Erling                    | L. v. Arnauld | 31 jul 1916 | 122   | Noruega        | Hundido | Arrastrero: (en lastre)                        | 0    | Newcastle (1881) Anderson & Laverick                     |
| Heighington               | L. v. Arnauld | 1 ago 1916  | 2800  | Reino Unido    | Hundido | Vapor: (en lastre)                             | 0    | West Hartlepool (1891) W. Gray & Co.                     |
| Eugenia                   | L. v. Arnauld | 2 ago 1916  | 550   | Italia         | Hundido | Velero: -                                      | -    | - (-) -                                                  |
| Neptune                   | L. v. Arnauld | 2 ago 1916  | 151   | Francia        | Hundido | Velero: -                                      | -    | Castellamare di S. (1882) D'Acampora                     |
| Tricoupis                 | L. v. Arnauld | 3 ago 1916  | 2387  | Grecia         | Hundido | Vapor: Carbón                                  | 0    | Middlesbrough (1892) Sir Raylton Dixon & Co.             |
| Favonian                  | L. v. Arnauld | 4 ago 1916  | 3049  | Reino Unido    | Hundido | Vapor: Diversa                                 | 0    | Newcastle (1894) Tyne Iron SB. Co.                       |
| Siena                     | L. v. Arnauld | 4 ago 1916  | 4372  | Italia         | Hundido | Pasaje: -                                      | -    | Sestri Ponente (IT) (1905) N. Odero fu A. & Co.          |
| Teti                      | L. v. Arnauld | 4 ago 1916  | 2868  | Italia         | Hundido | Vapor: -                                       | 0    | Stockton (1883) Richardson, Duck & Co.                   |
| Tottenham                 | L. v. Arnauld | 4 ago 1916  | 3106  | Reino Unido    | Hundido | Vapor: (en lastre)                             | 0    | West Hartlepool (1906) W. Gray & Co.                     |
| Achilleus                 | L. v. Arnauld | 5 ago 1916  | 874   | Grecia         | Hundido | Vapor: 21 000 sacos de cal                     | 0    | Whitehaven (1874) Whitehaven SB. Co.                     |
| Mount Coniston            | L. v. Arnauld | 5 ago 1916  | 3018  | Reino Unido    | Hundido | Vapor: Maquinaria, carbón                      | 0    | Dumbarton (1892) A. McMillan & Son                       |
| Newburn                   | L. v. Arnauld | 7 ago 1916  | 3544  | Reino Unido    | Hundido | Vapor: Carbón                                  | 0    | Newcastle (1904) Swan, Hunter & Wigham Richardson        |
| Trident                   | L. v. Arnauld | 7 ago 1916  | 3129  | Reino Unido    | Hundido | Vapor: Carbón                                  | 0    | Stockton (1902) Richardson, Duck & Co.                   |
| Speme                     | L. v. Arnauld | 8 ago 1916  | 1229  | Italia         | Hundido | Velero: -                                      | 0    | Dundee (1876) Gourlay Bros.                              |
| Imperial                  | L. v. Arnauld | 8 ago 1916  | 3818  | Reino Unido    | Hundido | Vapor: (en lastre)                             | 0    | Newcastle (1902) Palmers' SB. & Iron Co.                 |
| Antiope                   | L. v. Arnauld | 9 ago 1916  | 2973  | Reino Unido    | Hundido | Vapor: (en lastre)                             | 0    | West Hartlepool (1906) W. Gray & Co.                     |
| Ganekogorta Mendi         | L. v. Arnauld | 9 ago 1916  | 3061  | España         | Hundido | Vapor: Carbón                                  | -    | Bilbao (1908) Cía. Euskalduna de Constr. Naval           |
| Sebastiano                | L. v. Arnauld | 9 ago 1916  | 3995  | Italia         | Hundido | Vapor: Harina                                  | 0    | Newcastle (1897) Tyne Iron SB. Co.                       |
| Temmei Maru               | L. v. Arnauld | 10 ago 1916 | 3360  | Japón          | Hundido | Vapor: -                                       | 0    | Belfast (1889) Harland & Wolff                           |
| Pagasarri                 | L. v. Arnauld | 11 ago 1916 | 3287  | España         | Hundido | Vapor: Carbón                                  | -    | Port Glasgow (1898) W. Hamilton & Co.                    |
| Nereus                    | L. v. Arnauld | 12 ago 1916 | 3980  | Italia         | Hundido | Vapor: Carbón (5380 t)                         | 0    | Sestri Ponente (IT) (1901) N. Odero fu A.                |
| Saint Gaetan              | L. v. Arnauld | 12 ago 1916 | 125   | Francia        | Hundido | Velero: Tejas                                  | 0    | Voltri (IT) (1877) Frat. Fava                            |
| Gina                      | L. v. Arnauld | 12 ago 1916 | 443   | Italia         | Hundido | Velero: Entibos                                | -    | Sestri Ponente (IT) (1898) Ag. Briasco fu G.B.           |
| Regina Pacis              | L. v. Arnauld | 12 ago 1916 | 2228  | Italia         | Hundido | Velero: (en lastre)                            | 0    | Port Glasgow (1892) W. Hamilton & Co.                    |
| Balmoral                  | L. v. Arnauld | 12 ago 1916 | 2542  | Italia         | Hundido | Velero: -                                      | -    | Liverpool (1892) W. H. Potter & Sons                     |
| Ivar                      | L. v. Arnauld | 13 ago 1916 | 2139  | Dinamarca      | Hundido | Vapor: Carbón                                  | 0    | West Hartlepool (1907) W. Gray & Co                      |
| Eurasia                   | L. v. Arnauld | 13 ago 1916 | 1898  | Italia         | Hundido | Velero: -                                      | -    | Greenock (1885) Russell & Co.                            |
| Francesco Saverio D       | L. v. Arnauld | 13 ago 1916 | 214   | Italia         | Hundido | Velero: Azufre                                 | -    | Torre del Greco (IT) (1910) M. Donnarumma                |
| San Giovanni Battista     | L. v. Arnauld | 14 ago 1916 | 1066  | Italia         | Hundido | Vapor: -                                       | 0    | Liverpool (1875) Bowdler, Chaffer & Co.                  |
| San Giuseppe Patriarca    | L. v. Arnauld | 14 ago 1916 | 62    | Italia         | Hundido | Velero: -                                      | -    | - (-) -                                                  |
| Henriette B.              | L. v. Arnauld | 14 ago 1916 | 176   | Italia         | Hundido | Velero: -                                      | -    | Viareggio (1904) G. Benetti                              |
| Emilia                    | L. v. Arnauld | 14 ago 1916 | 319   | Italia         | Hundido | Velero: -                                      | -    | Cassano (IT) (1877) A. Castellano                        |
| Francesca                 | L. v. Arnauld | 14 ago 1916 | 161   | Italia         | Hundido | Velero: -                                      | -    | Viareggio (IT) (1903) F. Celli                           |
| Lavinia                   | L. v. Arnauld | 14 ago 1916 | 243   | Italia         | Hundido | Velero: -                                      | -    | Viareggio (1914) G. Benetti                              |
| San Francesco di Paolo    | L. v. Arnauld | 14 ago 1916 | 112   | Italia         | Hundido | Velero: -                                      | -    | - (-) -                                                  |
| Louis B.                  | L. v. Arnauld | 14 ago 1916 | 212   | Italia         | Hundido | Velero: -                                      | -    | Oneglia (IT) (1901) F. Terrizzano                        |
| Ida                       | L. v. Arnauld | 14 ago 1916 | 242   | Italia         | Hundido | Velero: -                                      | -    | Livorno (1863) P. Micheli                                |
| Pausania                  | L. v. Arnauld | 14 ago 1916 | 107   | Italia         | Hundido | Velero: -                                      | -    | - (-) -                                                  |
| Rosario                   | L. v. Arnauld | 14 ago 1916 | 188   | Italia         | Hundido | Velero: -                                      | -    | Chiavari (IT) (1901) M. Tapponi                          |
| Augusta                   | L. v. Arnauld | 15 ago 1916 | 523   | Italia         | Hundido | Vapor: -                                       | -    | Port Glasgow (1873) Mc Fadyen & Co.                      |
| Vergine di Pompei         | L. v. Arnauld | 15 ago 1916 | 146   | Italia         | Hundido | Velero: -                                      | -    | Salerno (1908) E. Moscati                                |
| Candida Altieri           | L. v. Arnauld | 15 ago 1916 | 282   | Italia         | Hundido | Velero: -                                      | -    | Torre del Greco (IT) (1912) S. Paolillo                  |
| Madre                     | L. v. Arnauld | 16 ago 1916 | 665   | Italia         | Hundido | Velero: -                                      | -    | Sunderland (1891) J. Blumer & Co.                        |
| Swedish Prince            | L. v. Arnauld | 17 ago 1916 | 3712  | Reino Unido    | Hundido | Vapor: (en lastre)                             | 1    | Sunderland (1896) J. L. Thompson & Sons                  |
| Erix                      | L. v. Arnauld | 18 ago 1916 | 923   | Italia         | Hundido | Vapor: (en lastre)                             | -    | Ámsterdam (1880) N.V. Koninkl. N.L. Stoomboot Mij.       |
| Doride                    | L. v. Arnauld | 19 sep 1916 | 1250  | Italia         | Hundido | Velero: (en lastre)                            | -    | Saint-Nazaire (1891) Atel. & Chant. de la Loire          |
| Teresa C.                 | L. v. Arnauld | 19 sep 1916 | 270   | Italia         | Hundido | Velero: -                                      | -    | Savona (1871) -                                          |
| Garibaldi                 | L. v. Arnauld | 22 sep 1916 | 1374  | Italia         | Hundido | Velero: (en lastre)                            | -    | Sestri Ponente (IT) (1890) G. Ansaldo & Co.              |
| Giovanni Zambelli         | L. v. Arnauld | 22 sep 1916 | 2485  | Italia         | Hundido | Vapor: -                                       | -    | Port Glasgow (1900) A. Rodger & Co.                      |
| Charterhouse              | L. v. Arnauld | 23 sep 1916 | 3021  | Reino Unido    | Hundido | Vapor: (en lastre)                             | 0    | Sunderland (1895) J. Priestman & Co.                     |
| Hjeltenaes                | L. v. Arnauld | 24 sep 1916 | 2284  | Noruega        | Hundido | Vapor: Carbón                                  | 0    | West Hartlepool (1888) E. Withy & Co.                    |
| Nicolo                    | L. v. Arnauld | 24 sep 1916 | 5466  | Italia         | Hundido | Vapor: (en lastre)                             | -    | Génova (1916) N. Odero fu A. & Co.                       |
| Bronwen                   | L. v. Arnauld | 24 sep 1916 | 4250  | Reino Unido    | Hundido | Vapor: Carbón                                  | 0    | South Shields (1913) J. Readhead & Sons                  |
| Benpark                   | L. v. Arnauld | 25 sep 1916 | 3842  | Italia         | Hundido | Vapor: -                                       | 0    | Stockton (1910) Craig, Taylor & Co.                      |
| Newby                     | L. v. Arnauld | 26 sep 1916 | 2168  | Reino Unido    | Hundido | Vapor: Minerales                               | 0    | Stockton (1890) Ropner & Son                             |
| Roddam                    | L. v. Arnauld | 26 sep 1916 | 3218  | Reino Unido    | Hundido | Vapor: (en lastre)                             | 0    | Newcastle (1912) Tyne Iron SB. Co.                       |
| Stathe                    | L. v. Arnauld | 26 sep 1916 | 2623  | Reino Unido    | Hundido | Vapor: Carbón                                  | 0    | South Shields (1892) J. Readhead & Sons                  |
| Rallus                    | L. v. Arnauld | 27 sep 1916 | 1752  | Reino Unido    | Hundido | Vapor: Diversa, carbón                         | 0    | Newcastle (1915) Swan, Hunter & Wigham Richardson        |
| Secondo                   | L. v. Arnauld | 27 sep 1916 | 3912  | Reino Unido    | Hundido | Vapor: Carbón                                  | 0    | Newcastle (1904) R. Stephenson & Co.                     |
| Vindeggen                 | L. v. Arnauld | 27 sep 1916 | 2610  | Noruega        | Hundido | Vapor: Carbón                                  | 0    | Newcastle (1895) Tyne Iron SB. Co.                       |
| Venus                     | L. v. Arnauld | 29 sep 1916 | 3976  | Italia         | Hundido | Vapor: Alquitrán                               | -    | Sestri Ponente (IT) (1899) N. Odero fu A.                |
| Rigel                     | L. v. Arnauld | 2 oct 1916  | 1250  | Francia        | Hundido | Corbeta                                        | 0    | Glasgow (1916) D. & W. Henderson & Co.                   |
| Samos                     | L. v. Arnauld | 2 oct 1916  | 1186  | Grecia         | Hundido | Vapor: -                                       | -    | Glasgow (1872) R. Napier & Sons                          |
| Birk                      | L. v. Arnauld | 4 oct 1916  | 715   | Dinamarca      | Hundido | Vapor: Corcho, cebada                          | 0    | Hoboken (BE) (1909) Chant. Navals Anversois              |
| Gallia                    | L. v. Arnauld | 4 oct 1916  | 14996 | Francia        | Hundido | Pasaje armado: Tropas                          | 1338 | La Seyne (FR) (1913) Forges & Chant. de la Méditerranée  |
| Aurora                    | L. v. Arnauld | 5 oct 1916  | 2806  | Italia         | Hundido | Vapor: -                                       | 0    | Stockton (1889) Ropner & Son                             |
| Vera                      | L. v. Arnauld | 5 oct 1916  | 2308  | Suecia         | Hundido | Vapor: Carbón                                  | 0    | Stockton (1897) Ropner & Son                             |
| Lesbian                   | L. v. Arnauld | 5 ene 1917  | 2555  | Reino Unido    | Hundido | Vapor: Diversa                                 | 0    | Middlesbrough (1915) W. Harkess & Son                    |
| Salvatore Padre           | L. v. Arnauld | 5 ene 1917  | 200   | Italia         | Hundido | Velero: -                                      | -    | - (-) -                                                  |
| Hudworth                  | L. v. Arnauld | 6 ene 1917  | 3966  | Reino Unido    | Hundido | Vapor: Cebada, semillas                        | 0    | Blyth (1916) Blyth SB. & DD. Co.                         |
| Mohacs-Field              | L. v. Arnauld | 7 ene 1917  | 3678  | Reino Unido    | Hundido | Vapor: Heno                                    | 3    | West Hartlepool (1910) W. Gray & Co.                     |
| Andoni                    | L. v. Arnauld | 8 ene 1917  | 3188  | Reino Unido    | Hundido | Vapor: Grano                                   | 3    | Port Glasgow (1898) W. Hamilton & Co.                    |
| Lynfield                  | L. v. Arnauld | 8 ene 1917  | 3023  | Reino Unido    | Hundido | Vapor: Vagones, carbón, coque                  | 1    | Stockton (1905) Richardson, Duck & Co.                   |
| Lyman M. Law              | L. v. Arnauld | 11 feb 1917 | 1300  | Estados Unidos | Hundido | Velero: Madera                                 | 0    | West Haven, Connecticut, U.S. (1890) Gessner & Marr      |
| Assunta                   | L. v. Arnauld | 11 feb 1917 | 1300  | Italia         | Hundido | Velero: -                                      | -    | - (-) -                                                  |
| Percy Roy                 | L. v. Arnauld | 13 feb 1917 | 110   | Reino Unido    | Hundido | Velero: (en lastre)                            | 0    | Shelburne, Nueva Escocia (1905) -                        |
| Oceania                   | L. v. Arnauld | 14 feb 1917 | 4217  | Italia         | Hundido | Vapor: Trigo                                   | -    | Sunderland (1905) J. L. Thompson & Sons                  |
| Mery                      | L. v. Arnauld | 14 feb 1917 | 178   | Rusia          | Hundido | Velero: Brea                                   | -    | Orrenhof (1905) M. Immist                                |
| Buranda                   | L. v. Arnauld | 15 feb 1917 | 3651  | Reino Unido    | Dañado  | Vapor: (en lastre)                             | 0    | Stockton (1912) Richardson, Duck & Co.                   |
| Prudenza                  | L. v. Arnauld | 16 feb 1917 | 3307  | Italia         | Hundido | Vapor: Maíz                                    | 0    | Sunderland (1893) Short Bros.                            |
| Oriana                    | L. v. Arnauld | 16 feb 1917 | 3132  | Italia         | Hundido | Vapor: Diversa                                 | 0    | Belfast (1886) Harland & Wolff                           |
| Pier Accavan Ubert        | L. v. Arnauld | 17 feb 1917 | 112   | Italia         | Hundido | Velero: -                                      | -    | - (-) -                                                  |
| Giuseppe                  | L. v. Arnauld | 18 feb 1917 | 1856  | Italia         | Hundido | Vapor: Carbón                                  | 0    | South Shields (1884) J. Readhead & Co.                   |
| Guido T                   | L. v. Arnauld | 18 feb 1917 | 324   | Italia         | Hundido | Velero: Forraje                                | -    | Porto Maurizio (IT) (1902) F. Terrizzano                 |
| Skogland                  | L. v. Arnauld | 18 feb 1917 | 3264  | Suecia         | Hundido | Vapor: Carbón                                  | -    | West Hartlepool (1906) W. Gray & Co.                     |
| Longhirst                 | L. v. Arnauld | 23 feb 1917 | 3053  | Reino Unido    | Hundido | Vapor: Cebada, heno                            | 2    | West Hartlepool (1904) W. Gray & Co.                     |
| Mont-Viso                 | L. v. Arnauld | 23 feb 1917 | 4820  | Francia        | Dañado  | Vapor: Tropas                                  | -    | Saint-Nazaire (1912) Chant. & Atel. de St. Nazaire       |
| Dorothy                   | L. v. Arnauld | 24 feb 1917 | 3806  | Reino Unido    | Hundido | Vapor: Tropas                                  | 16   | Sunderland (1903) J. L. Thompson & Sons                  |
| Prikonisos                | L. v. Arnauld | 24 feb 1917 | 3537  | Grecia         | Hundido | Vapor: (en lastre)                             | 4    | West Hartlepool (1914) W. Gray & Co.                     |
| Ardgask                   | L. v. Arnauld | 3 abr 1917  | 4542  | Reino Unido    | Hundido | Vapor: -                                       | 1    | Port Glasgow (1917) Russell & Co.                        |
| Marguerite                | L. v. Arnauld | 4 abr 1917  | 1553  | Estados Unidos | Hundido | Velero: -                                      | 0    | Bath, ME (1917) New England Shipbuilding Co.             |
| Parkgate                  | L. v. Arnauld | 4 abr 1917  | 3232  | Reino Unido    | Hundido | Vapor: (en lastre)                             | 16   | Middlesbrough (1906) R. Craggs & Sons                    |
| Maplewood                 | L. v. Arnauld | 7 abr 1917  | 3239  | Reino Unido    | Hundido | Vapor: Mena hierro                             | 0    | Stockton (1915) Ropner & Sons                            |
| Miss Morris               | L. v. Arnauld | 11 abr 1917 | 156   | Reino Unido    | Hundido | Velero: (en lastre)                            | 0    | Portmadoc (Gales) (1896) D. Jones                        |
| India                     | L. v. Arnauld | 12 abr 1917 | 2933  | Grecia         | Hundido | Vapor: Carbón                                  | 0    | Middlebrough (1899) Sir Raylton Dixon & Co.              |
| Giuseppe Accame           | L. v. Arnauld | 13 abr 1917 | 3224  | Italia         | Hundido | Vapor: Diversa, maíz                           | 0    | La Spezia (1899) Hofer, Manaira & Co.                    |
| Odysseus                  | L. v. Arnauld | 13 abr 1917 | 3463  | Grecia         | Hundido | Vapor: Trigo                                   | -    | Sunderland (1915) J. L. Thompson & Sons                  |
| Stromboli                 | L. v. Arnauld | 13 abr 1917 | 5466  | Italia         | Hundido | Vapor: -                                       | -    | Génova (1914) N. Odero & Co.                             |
| Patagonier                | L. v. Arnauld | 14 abr 1917 | 3832  | Reino Unido    | Hundido | Vapor: (en lastre)                             | 0    | Sunderland (1910) J. L. Thompson & Sons                  |
| Panaghi Drakatos          | L. v. Arnauld | 15 abr 1917 | 2734  | Grecia         | Hundido | Vapor: -                                       | 0    | Sunderland (1897) J. L. Thompson & Sons                  |
| Brisbane River            | L. v. Arnauld | 17 abr 1917 | 4989  | Reino Unido    | Hundido | Vapor: (en lastre)                             | 0    | West Hartlepool (1914) Irvine's SB. & DD. Co.            |
| Corfu                     | L. v. Arnauld | 17 abr 1917 | 3695  | Reino Unido    | Hundido | Vapor: Chatarra, acero                         | 3    | Sunderland (1907) J. L. Thompson & Sons                  |
| Fernmoor                  | L. v. Arnauld | 17 abr 1917 | 3098  | Reino Unido    | Hundido | Vapor: Hierro, acero                           | 0    | South Shields (1894) J. Readhead & Sons                  |
| Trekieve                  | L. v. Arnauld | 18 abr 1917 | 3087  | Reino Unido    | Hundido | Vapor: Mat. militar                            | 3    | South Shields (1898) J. Readhead & Sons                  |
| Sowwell                   | L. v. Arnauld | 19 abr 1917 | 3781  | Reino Unido    | Hundido | Vapor: Hierro (mena)                           | 21   | West Hartlepool (1900) W. Gray & Co.                     |
| Leasowe Castle            | L. v. Arnauld | 20 abr 1917 | 9737  | Reino Unido    | Dañado  | Pasaje: -                                      | 0    | Birkenhead (1915) Cammell, Laird & Co.                   |
| Lowdale                   | L. v. Arnauld | 20 abr 1917 | 2260  | Reino Unido    | Hundido | Vapor: Carbón, coque                           | 0    | Middlesbrough (1893) Sir Raylton Dixon & Co.             |
| Bandiera e Moro           | L. v. Arnauld | 23 abr 1917 | 2086  | Italia         | Hundido | Vapor: Hierro (mena)                           | 0    | South Shields (1891) J. Readhead & Sons                  |
| Bien Aimé Prof. Luigi     | L. v. Arnauld | 24 abr 1917 | 265   | Italia         | Hundido | Velero: Caolín                                 | -    | Oneglia (IT) (1907) F. Terrizzano                        |
| Nordsøen                  | L. v. Arnauld | 24 abr 1917 | 1055  | Dinamarca      | Hundido | Vapor: Arenque (conserva)                      | 0    | Copenhague (1901) Burmeister & Wain                      |
| Torvore                   | L. v. Arnauld | 24 abr 1917 | 1667  | Noruega        | Hundido | Vapor: Carbón                                  | 0    | West Hartlepool (1882) E. Withy & Co.                    |
| Vilhelm Krag              | L. v. Arnauld | 24 abr 1917 | 3715  | Noruega        | Hundido | Vapor: (en lastre)                             | 0    | Newcastle (1899) Northumberland SB. Co.                  |
| Triana                    | L. v. Arnauld | 27 abr 1917 | 748   | España         | Dañado  | Vapor: Cemento, ladrillos                      | 1    | Newcastle (1877) Schlesinger, Davis & Co.                |
| Alavi                     | L. v. Arnauld | 13 oct 1917 | 3627  | Reino Unido    | Hundido | Vapor: (en lastre)                             | 13   | Newcastle (1893) Tyne Iron SB. Co.                       |
| Despina G. Michalinos     | L. v. Arnauld | 13 oct 1917 | 2851  | Grecia         | Hundido | Vapor: -                                       | -    | West Hartlepool (1907) W. Gray & Co.                     |
| Doris                     | L. v. Arnauld | 13 oct 1917 | 3979  | Italia         | Hundido | Vapor: Carbón, gasolina                        | -    | Sestri Ponente (IT) (1901) N. Odero fu A.                |
| Lilla                     | L. v. Arnauld | 13 oct 1917 | 2819  | Italia         | Hundido | Vapor: -                                       | 0    | Whitby (1888) T. Turnbull & Son                          |
| City of Belfast           | L. v. Arnauld | 15 oct 1917 | 1055  | Reino Unido    | Dañado  | Ferry artillado                                | 3    | Birkenhead (1893) Laird Bros.                            |
| Lorenzo                   | L. v. Arnauld | 18 oct 1917 | 2498  | Italia         | Hundido | Vapor: Carbón                                  | 0    | Liverpool (1887) J. Jones & Sons                         |
| Fannie Prescott           | L. v. Arnauld | 25 oct 1917 | 404   | Estados Unidos | Hundido | Velero: -                                      | 0    | Stonington, Connecticut (1906) W. J. Baker               |
| Namur                     | L. v. Arnauld | 29 oct 1917 | 6694  | Reino Unido    | Hundido | Paquebote: Diversa                             | 1    | Greenock (1906) Caird & Co.                              |
| Cambric                   | L. v. Arnauld | 31 oct 1917 | 3403  | Reino Unido    | Hundido | Vapor: Hierro (mena)                           | 24   | Sunderland (1906) Sunderland SB Co.                      |
| Maria di Porto Salvo      | L. v. Arnauld | 2 nov 1917  | 91    | Italia         | Hundido | Velero: -                                      | -    | - (-) -                                                  |
| San Francesco di Paola G. | L. v. Arnauld | 2 nov 1917  | 91    | Italia         | Hundido | Velero: -                                      | -    | - (-) -                                                  |
| Persier                   | L. v. Arnauld | 11 dic 1917 | 3874  | Reino Unido    | Hundido | Vapor: Diversa, carbón                         | 1    | Sunderland (1910) J. L. Thompson & Sons                  |
| Fiscus                    | L. v. Arnauld | 20 dic 1917 | 4782  | Reino Unido    | Hundido | Vapor: Carbón                                  | 1    | Stockton (1917) Craig, Taylor & Co.                      |
| Waverley                  | L. v. Arnauld | 20 dic 1917 | 3853  | Reino Unido    | Hundido | Vapor: Carbón                                  | 22   | Sunderland (1901) Bartram & Sons                         |
| Pietro                    | L. v. Arnauld | 23 dic 1917 | 3860  | Italia         | Hundido | Vapor: -                                       | -    | West Hartlepool (1901) W. Gray & Co.                     |
| Turnbridge                | L. v. Arnauld | 24 dic 1917 | 2874  | Reino Unido    | Hundido | Vapor: Carbón                                  | 1    | West Hartlepool (1894) Irvine & Co.                      |
| Argo                      | L. v. Arnauld | 25 dic 1917 | 3071  | Reino Unido    | Hundido | Vapor: Diversa, carbón                         | 0    | West Hartlepool (1895) W. Gray & Co.                     |
| Cliftondale               | L. v. Arnauld | 25 dic 1917 | 3811  | Reino Unido    | Hundido | Vapor: Diversa, carbón                         | 3    | West Hartlepool (1901) W. Gray & Co.                     |
| Nordpol                   | L. v. Arnauld | 25 dic 1917 | 2053  | Noruega        | Hundido | Vapor: Carbón                                  | 0    | Cádiz (1903) La Constructora Naval Española              |
| Humberto                  | L. v. Arnauld | 23 feb 1918 | 274   | Portugal       | Hundido | Velero: Coco (semillas)                        | -    | Irvine (1874) Irvine Shipbuilding Co.                    |
| Pytheas                   | L. v. Arnauld | 26 feb 1918 | 2690  | Noruega        | Hundido | Vapor: (en lastre)                             | 2    | Stockton (1895) Richardson, Duck & Co.                   |
| Kerman                    | L. v. Arnauld | 27 feb 1918 | 4397  | Reino Unido    | Dañado  | Vapor: (en lastre)                             | 0    | Flensburg (DE) (1907) Flensburger Schiffbau-Gesellschaft |
| Marconi                   | L. v. Arnauld | 27 feb 1918 | 7402  | Reino Unido    | Dañado  | Vapor: (en lastre)                             | 2    | Glasgow (1917) Harland & Wolff                           |
| Daiten Maru               | L. v. Arnauld | 6 mar 1918  | 4555  | Japón          | Hundido | Vapor: -                                       | 0    | Belfast (1889) Harland & Wolff                           |
| Begoña nº 4               | L. v. Arnauld | 7 mar 1918  | 1850  | España         | Hundido | Vapor: -                                       | -    | Glasgow (1890) Mackie & Thomson                          |
| Silverdale                | L. v. Arnauld | 9 mar 1918  | 3835  | Reino Unido    | Hundido | Vapor: -                                       | 0    | Sunderland (1906) W. Doxford & Sons                      |

### Detalles sobre los ataques del SM U-35
1. ↑  Ruta seguida por el Blackwood: Blyth - Le Havre. Torpedeado 18 mn al SWxS de Dungeness.
2. ↑  Detenido y cañoneado 20 mn al WSW de Beachy Head.
3. ↑  Ruta seguida por el Hyndford: Bahía (BR) - Londres. Torpedeado 12 mn al S del buque-faro (light vessel o LV) Royal Sovereign, logró escapar y llegar a puerto.
4. ↑  Ruta seguida por el Laila: Kragerø (NO) - Tyne River (UK). Coordenadas 56º 51' N, 3º 9' E.
5. ↑  Según algunas fuentes, el hundimiento tuvo lugar el 3 de junio de 1915 (no el 2 de junio). Ruta seguida por el Cubano: Christiania (NO) - India. Detenido y cañoneado 12 mn al NE de las Islas Flannan (Archipiélago de las Hébridas, Escocia). Coordenadas 58º 25' N, 7º 40' W.
6. ↑  Goleta de casco de madera. Ruta seguida por la George & Mary: Tralee - Glasgow. Detenida y cañoneada 15 mn al SW de la Isla Eagle.
7. ↑  Bricbarca de casco de acero modificado como buque-tanque. Ruta seguida por el Sunlight: San Pedro de Macorís (Rep. Dominicana) - Glasgow. Detenido y hundido 20 mn al SW de Punta Galley (Galley Head).
8. ↑  Ruta seguida por el Trudvang: Pomaron - Dublín. 64 mn al SWxW de "The Smalls". Coordenadas 51º 8' N, 6º 45' W.
9. ↑  Originalmente construido como vapor mixto, con velamen y máquinas a vapor, el Express había quedado configurado a la altura de 1915 como una goleta de tres mástiles. Fue detenido y barrenado (orig. ing.: scuttled) por el U-35 44 mn al SW1/2S de "The Smalls".
10. ↑  Goleta de tres mástiles de casco de madera. Ruta seguida por La Liberté: Swansea - Bugía (Argelia fr.). Hundida 60 mn al W de la Isla de Lundy.
11. ↑  Torpedeado 60 mn al W de la Isla de Lundy, procedente de Barry. Coordenadas 51º 50' N, 6º 10' W.
12. ↑  Goleta de casco de madera, detenida y barrenada 40 mn al SSW de "The Smalls". Ruta seguida por la Susannah: Preston - Truro.
13. ↑  49 mn al SSE de Roche's Point. Ruta seguida por el Thomasina: Liverpool - Pensacola.
14. ↑  Frente a St. Ann's Head (Punta St. Ann). Coordenadas 50º 55' N, 6º 35' W. Ruta seguida por el Bellglade: Halifax (CAN) - Sharpness (UK).
15. ↑  Bricbarca de cuatro mástiles. Ruta seguida por el Crown of India: Barry - Pernambuco. Detenido y hundido 70 mn al WSW de St. Ann's Head. (Punta St. Ann). Coordenadas 50º 55' N, 6º 35'W.
16. ↑  Bricbarca de casco de madera, hundido 50 mn al W1/2S de la Isla de Lundy. Ruta seguida por el Diamant: Saint-Malo - Swansea.
17. ↑  70 mn al WxS de la Isla de Lundy. Ruta seguida por el Hopemount: Cardiff - Alejandría.
18. ↑  Capturado y barrenado (scuttled) 30 mn al NW de la Islas Scilly, a las 15:45 h. Coordenadas 50º 16' N, 6º 55' W. Ruta seguida por el Pelham: La Valletta - Barry Roads.
19. ↑  Goleta de tres mástiles y casco de madera, atacada 22 mn al W1/2S del Faro de Fastnet Rock. Ruta seguida por la Baltzer: Gulfport - Cork. Remolcado hasta el puerto de Castletown, fue reparado y reabanderado, convirtiéndose en el británico Lady Quirk.
20. ↑  Bricbarca de casco de acero y tres mástiles. Detenida y cañoneada 60 mn al WSW del Faro de Fastnet Rock. Coordenadas 50º 40' N, 10º 51' W. Ruta seguida por la François: Portland (Oregón, U.S.) - Queenstown. Nombre del capitán: Jean-Marie Morvan.
21. ↑  40 mn al SW del Faro de Fastnet Rock. Coordenadas 50º 40' N, 11º 10' W. Ruta seguida por el Morna: Portland (Oregón, U.S.) - Queenstown.
22. ↑   Cañoneado y hundido 20 mn aprox. al S de Ierapetra (Creta). El SM U 35 remolcó a los botes salvavidas hasta la costa. Coordenadas 34º 28' N, 25º 50' E. Ruta seguida por el Ravitailleur: La Valletta - Chipre.
23. ↑  55 mn al SW de la Isla de Cerigotto (IT). Ficha completa del buque en: http://www.teesbuiltships.co.uk/craggs/ramazan1905.htm
24. ↑  50 mn al W del Cabo Matapán (act. Cabo Ténaro, Grecia). Coordenadas 36º 16' N, 21º 18' E. Ruta seguida por el Linkmoor: Lemnos - Malta.
25. ↑  Cerca de las Islas Espóradas, en el Mar Egeo.
26. ↑  Hundido 36 mn al S de Salónica (act. Thessaloniki, Grecia) en el Mar Egeo. Ruta seguida por el SS Marquette: Alejandría - Salónica. El pecio sumergido de este buque fue localizado y explorado en 2009.
27. ↑  104 mn al S de Cabo Sidero, Creta. Coordenadas 33º 35' N, 26º 30' E. Ruta seguida por el Woolwich: Puerto Sudán, Mar Rojo - Plymouth. Ficha completa del buque (ex Electrician) con fotografía, en http://www.teesbuiltships.co.uk/rayltondixon/electrician1887.htm
28. ↑  Este buque fue originalmente construido como TSS Hibernia para la London & North-Western Railway Co. de Dublín, y puesto en servicio en la ruta de transbordadores Dublín-Holyhead. Fue rebautizado como HMS Tara al ser militarizado por la Royal Navy en agosto de 1914. Al igual que otros tres ferries del servicio de Holyhead, de características similares, el HMS Tara fue artillado con tres cañones de seis libras y enviado al Mediterráneo en funciones de guardia costera y corbeta auxiliar. Hundido frente al puerto de Sollum, Egipto.
29. ↑  Hundido frente al puerto de Sollum, Egipto.
30. ↑  Cañoneado en el puerto de Sollum, Egipto.
31. ↑  120 mn al SxE del Cabo Martello, Creta. Ruta seguida por el Caria: Liverpool - Alejandría. Coordenadas 33º 14' N, 25º 47' E.
32. ↑  120 mn al SxE del Cabo Martello, Creta. Coordenadas 33º 10' N, 22º 50' E. Ruta seguida por el Clan MacAlister: Liverpool - Calcutta.
33. ↑  120 mn al SxE del Cabo Martello, Creta. Ruta seguida por el Lumina: Tarakan - Malta. Coordenadas 33º 4' N, 25º 56' E.
34. ↑  102 mn al S de Cabo Martello, Creta. Coordenadas 33º 10' N, 25º 10' E. Algunas fuentes sitúan la fecha del hundimiento el 5 de noviembre de 1915. Ruta seguida por el Moorina: Bombay - Marsella.
35. ↑  112 mn al SW de Cabo Martello, Creta. Coordenadas 33º 10' N, 24º 50' E. Ruta seguida por el Den of Crombie: Bangkok - Lisboa y Oporto.
36. ↑  72 mn al SxE1/2E de la Isla de Gavdo, Creta. Coordenadas 32º 25' N, 25º 38' E. Ruta seguida por el Sir Richard Awdry: Saigón - Marsella.
37. ↑  Al SE de la Isla de Gavdo, Creta. Coordenadas 33º 46' N, 24º 43' E. Ruta seguida por el Wacousta: Pictou, Nova Scotia (Canadá) - Vladivostok.
38. ↑  Torpedeado y hundido 61 mn al SSW del Cabo Matapán (Cabo Ténaro). Ruta seguida por el SS Californian: Salónica (act. Thessaloniki) - Marsella. Previamente había resultado dañado y ralentizado por un torpedo, disparado por otro submarino alemán, el SM U-34 del K.L. Johannes Klasing. Este buque estuvo involucrado en los sucesos que rodearon el hundimiento del RMS Titanic en 1912.
39. ↑  Vapor de casco en torreta (orig. ing.: turret hull steamer). 192 mn al SExE de Malta. Coordenadas 34º 43' N, 18º 8' E. Ruta seguida por el Sutherland: Bombay - Hull.
40. ↑  236 mn al E de Malta. Coordenadas 35º 51' N, 19º 7' E. Ruta seguida por el Marere: Fremantle - Mudros, vía Gibraltar.
41. ↑  180 mn al ExS de Malta. Coordenadas 35º 24' N, 18º 9' E. Ruta seguida por el Trematon: Karachi - Londres.
42. ↑  Frente a la Isla de Cerigo. Ruta seguida por el La Provence: Toulon - Salónica (Thessaloniki). Artillado y habilitado como crucero auxiliar y transporte de tropas, era denominado Provence II en los registros de la armada francesa. Fue uno de los buques de mayor tamaño hundido por los submarinos alemanes en la I Guerra Mundial.
43. ↑  Algunas fuentes le asignan 2631 TRB de desplazamiento. Hundido al SW del Cabo Matapán (Cabo Ténaro). Ruta seguida por el Giava: Siracusa - Alejandría.
44. ↑  106 mn al SW1/2S del Cabo Matapán (Cabo Ténaro). Coordenadas 34º 54' N, 21º 20' E. Ruta seguida por el Masunda: Bangkok - Londres. El Masunda adquirió cierta fama antes de la I Guerra Mundial al protagonizar una acción de salvamento marítimo poco común en 1911. Auxilió al vapor Langbank (4599 TRB, constr. 1895), de Gilbert Stees, cargado de azúcar, en ruta desde Semarang (act. Indonesia, en aquel entonces Indias Orientales Holandesas) hasta el Reino Unido. El Langbank había perdido dos palas de una de sus hélices y amenazaba con ir al garete. El Masunda lo tomó a remolque durante 650 mn hasta dejarlo en puerto seguro.
45. ↑  Frente a la Isla de Cerigo. Coordenadas 34º 39' N, 22º 17' E.
46. ↑  195 mn al E1/2N de Malta. Coordenadas 36º 30' N, 18º 22' E. Ruta seguida por el SS Minneapolis: Marsella - Alejandría. Algunas fuentes sitúan el hundimiento del SS Minneapolis el día 25 de marzo de 1916 en las coordenadas 36º 20' N, 17º 57' E.
47. ↑  A 15 mn aprox. de Ustica, en el Mar Tirreno, sobre las 10:00 h.
48. ↑  A 10 mn aprox. al N de Ustica, en el Mar Tirreno, sobre las 12:00 h.
49. ↑  Mar Tirreno, hacia las 19:00 h. Coordenadas 39º 50' N, 13º 45' E.
50. ↑  Mar Tirreno, hacia las 06:00 h. Coordenadas 41º N, 11º 35' E.
51. ↑  Mar Tirreno, hacia las 09:00 h. Coordenadas 41º 15' N, 12º E.
52. ↑  A 20 mn aprox. de Civitavecchia, hacia las 19:00 h.
53. ↑  Mar Tirreno, hacia las 21:00 h. Coordenadas 42º 5' N, 13º E.
54. ↑  Bergantín de casco de madera, detenido y hundido en el Canal de Piombino a las 05:35 h. Coordenadas 43º N, 10º 5' E. Ruta seguida por el Adelia: Alicante - Civitavecchia.
55. ↑  Mar de Liguria, a las 09:20 h. Coordenadas 43º 10' N, 10º 5' E.
56. ↑  Bricbarca de casco de madera (ex Jeanne), hundida a unas 10 mn al N del Cabo Corso, hacia las 16:20 h.
57. ↑  Bergantín de casco de madera, construido como Mitir Maria, hundido unas 30 mn del Cabo Corso, hacia las 17:30 h. Coordenadas 43º 30' N, 9º 15' E.
58. ↑  38 mn al W1/4N de Isla Gorgona, a las 17:50 h aprox. Coordenadas 43º 30' N, 8º 50' E. Ruta seguida por el Sardinia: Génova - Londres.
59. ↑  A unas 20 mn al SE de Porto Maurizio, ha. las 14:30 h.
60. ↑  Bricbarca de casco de hierro (ex Horizon), hundido 10 mn aprox. al SE de Porto Maurizio, ha. las 16:00 h. Ruta seguida por el Era: Génova - Baltimore.
61. ↑  Mar de Liguria, 10 mn aprox. al S de Porto Maurizio, ha. las 17:00 h.
62. ↑  45 mn al S de Porto Maurizio (otra posición proporcionada por las fuentes es a 80 mn al SWxS de Génova), ha. las 19:00 h. Coordenadas 43º 15' N, 8º 15' E. Ruta seguida por el Gafsa: Swansea - Génova
63. ↑  30 mn al N de Caboi (Córcega), ha. las 21:00 h. Coordenadas 43º N, 8º 45' E.
64. ↑  72 mn al S de Porquerolles, ha. las 13:00 h. Coordenadas 41º 45' N, 6º 30' E. Ruta seguida por el Poviga: Norfolk - Génova. Ficha completa del buque (ex Cyrus) en: http://www.teesbuiltships.co.uk/ropner/cyrus1891.htm
65. ↑  212 mn al SWxS del Cabo del Melle, ha. las 05:00 h. Coordenadas 40º 55' N, 5º 45' E. Ruta seguida por el Rona: Génova - Lisboa.
66. ↑  98 mn al NExE de Mahón, ha. las 07:30 h. Coordenadas 40º 50' N, 5º 40' E. Ruta seguida por el Beachy: Calcutta - Marsella - Hull.
67. ↑  110 mn al WxS de Cabo Falene, ha. las 12:20 h. Coordenadas 41º N, 5º 55' E.
68. ↑  A 100 mn de Marsella, ha. las 17:30 h. Coordenadas 41º 15' N, 5º 30' E. Ruta seguida por el Aquila: Barry - Livorno.
69. ↑  Goleta de casco de madera y tres mástiles, hundida a 50 mn al N de Sóller, ha. las 16:00 h. Coordenadas 40º 45' N, 2º 40' E. Ruta seguida por el France et Russie: St. Louis (Rhône) - Arzers - Fécamp.
70. ↑  Goleta de casco de madera, hundida a 30 mn del Cabo Caballería, Menorca, ha. las 06:00 h. Coordenadas 40º 32' N, 3º 45' E.
71. ↑  45 mn al NE del Cabo San Antonio, ha. las 07:00 h. Coordenadas 39º 25' N, 0º 45' E. Ruta seguida por el Hérault: Cette (act. Sète) - Orán.
72. ↑  Velero de casco de acero, detenido y hundido a 30 mn de las playas de Vinaroz, ha. las 16:00 h. Coordenadas 40º 35' N, 1º 25 E. Ruta seguida por el Giuseppina: Savona - Baltimore.
73. ↑  Velero de casco de acero, hundido a 18 mn de Barcelona, ha. las 05:00 h. Coordenadas 41º 15' N, 2º 25' E. Ruta seguida por el Saturnina Fanny: Buenos Aires - Génova.
74. ↑  Bricbarca de casco de hierro (ex Limena), hundido a 25 mn de Barcelona, ha. las 07:30 h. Coordenadas 41º N, 2º 15' E. Ruta seguida por el San Francesco: Buenos Aires - Génova.
75. ↑  Bergantín de casco de madera (ex Lucia), hundido frente a la costa de Barcelona ha. las 09:00 h. Coordenadas 41º 5' N, 2º 25' E.
76. ↑  Hundido frente a la costa de Barcelona ha. las 13:30 h, procedente de Marsella. Coordenadas 41º 10' N, 2º 45' E. Ficha del barco (ex Norge) en: http://www.teesbuiltships.co.uk/ropner/norge1891.htm
77. ↑  A 5 mn de Calella (E), ha. las 19:00 h. Ruta seguida por el Canford Chine: Marsella - Portmán.
78. ↑  Frente a la costa de Barcelona, ha. las 07:30 h. Coordenadas 41º 50' N, 5º E. Ruta seguida por el Fournel: St. Louis du Rhône - Argel y Orán.
79. ↑  Cañoneado 85 mn al NE de Mallorca, ha. las 15:00 h. Coordenadas 40º 55' N, 5º 15' E. Ruta seguida por el Clara: Portoferraio - Norfolk.
80. ↑  A 60 mn del puerto de Mahón, ha. las 07:00 h. Coordenadas 39º 55' N, 5º 30 E. Ruta seguida por el Pino: Swansea - Savona.
81. ↑  A 50 mn al E de la Isla de Menorca, ha. las 14:00 h. Coordenadas 39º 50' N, 5º 10' E. Ruta seguida por el Roma: Clyde - Porto Vecchio.
82. ↑  A 50 mn del puerto de Mahón, ha. las 15:30 h. Coordenadas 39º 45' N, 5º 20' E. Ruta seguida por el Mongibello: Baltimore - Génova.
83. ↑  58 mn al SSE del puerto de Mahón, ha. las 16:30 h. Coordenadas 39º 50' N, 5º 40' E. Ruta seguida por el Windermere: Tyne - Savona. Ficha completa del barco en: http://www.teesbuiltships.co.uk/irvine/windermere1904.htm
84. ↑  Goleta de casco de madera, hundida al W de Sicilia, ha. las 06:00 h. Coordenadas 38º 18' N, 9º 50' E.
85. ↑  Detenido y barrenado 24 mn al NWxN de la Isla de Marettimo (IT), ha. las 09:00 h. Coordenadas 38º 15' N, 11º 45' E. Ruta seguida por el Teano: Hull - Nápoles. Los botes salvavidas en que quedaron los tripulantes del Teano fueron rescatados por el vapor noruego Molina.
86. ↑  Al W de Sicilia, ha. las 20:00 h. Coordenadas 37º 45' N, 12º 10' E.
87. ↑  Unas 50 mn al SE del Cabo Spartivento, Calabria, ha. las 17:00 h. Coordenadas 37º 50' N, 17º 40' E. Ruta seguida por el Dandolo: Calcutta - Livorno.
88. ↑  Hundido ha. las 10:00 h. Coordenadas 36º 25' N, 12º 5' E.
89. ↑  11 mn al WSW de Pantelleria, ha. las 13:00 h. Coordenadas 36º 43' N, 11º 44' E. Ruta seguida por el Ethelbryhta: St. Louis du Rhône - Salónica (Thessaloniki). Ficha completa del barco (con fotografía) en: http://www.teesbuiltships.co.uk/gray/ethelbryhta1898.htm
90. ↑  Cañoneado y hundido a unas 25 mn al NE del Cabo Bon, ha. las 17:30 h. Según otras fuentes, 23 mn al NW de Pantelleria. Ruta seguida por el Katholm: Newport - Malta.
91. ↑  20 mn al ESE del Cabo Bon, ha. las 18:00 h. Ruta seguida por el Britannic: Tyne - Alejandría. Ficha completa del barco en: http://www.teesbuiltships.co.uk/gray/britannic1904.htm
92. ↑  50 mn mn al N de Trapani, ha. las 00:00 h. Coordenadas 37º 55' N, 11º E. Ruta seguida por el Città di Mesina: Barry - Mesina.
93. ↑  Goleta de casco de madera (ex Giovannino), hundida frente a las costas de Sicilia, ha. las 14:30 h.
94. ↑  Goleta de casco de madera, hundida al W de Sicilia ha. las 15:00 h.
95. ↑  Hundido ha. las 16:15 h junto con otro arrastrero noruego, el Erling, se pensaba que iban a ser vendidos a la Regia Marina (Armada Italiana). Coordenadas 38º 12' N, 10º 28' E. Ruta seguida por el Einar: Haugesund - Nápoles.
96. ↑  Hundido ha. las 16:15 h junto con otro arrastrero noruego, el Einar, se pensaba que iban a ser vendidos a la Regia Marina (Armada Italiana). Coordenadas 38º 12' N, 10º 28' E. Ruta seguida por el Erling: Haugesund - Nápoles.
97. ↑  40 mn al NE del Cabo Serrat, ha las 13:30 h. Ruta seguida por el Heighington: Nápoles - Orán. Ficha completa del buque en: http://www.teesbuiltships.co.uk/gray/heighington1891.htm
98. ↑  A 35 mn de la Isla Vacca (al SW de Cerdeña), ha. las 08:00 h. Coordenadas: 38º 40' N, 7º 45' E. Goleta de casco de madera de origen desconocido. Registrada en Italia como proveniente de una presa marítima, posiblemente portase bandera austríaca, otomana o griega antes de 1915. Sea como fuere, lo más probable es que hubiera sido rebautizada poco antes de su hundimiento por el U-35.
99. ↑  A 25 mn de Cabo Sándalo, ha. las 10:30 h. Coordenadas 39º N, 7º 30' E. Bergantín de casco de madera.
100. ↑  Frente a Isla Planier, junto a Marsella, ha. las 19:30 h (según otras fuentes, 70 mn al S de Toulon). Coordenadas: 42º 8' N, 5º 21' E. Ruta seguida por el Tricoupis: Cardiff - Génova. Ficha completa del buque en: http://www.teesbuiltships.co.uk/rayltondixon/tricoupis1892.htm
101. ↑  24 mn al SW de Isla Planier, frente a Marsella, ha. 10:30 las h. Coordenadas 42º 57' N, 5º 7' E. Ruta seguida por el Favonian: India - Marsella - Londres - Tees River.
102. ↑  Capturado y cañoneado 20 mn al SW de Isla Planier, frente a Marsella, ha. las 10:30 h., cuando navegaba con destino a Génova. Coordenadas 42º 55' N, 5º 10' E.
103. ↑  40 mn al SW del Faro Planier, frente a Marsella, ha. las 17:30 h. Coordenadas 43º 10' N, 4º 25' E. Ruta seguida por el Teti: Génova - Águilas. Ficha completa del barco (ex Lisnacrieve) en: http://www.teesbuiltships.co.uk/richardsonduck/lisnacrieve1883.htm
104. ↑  Capturado y barrenado (orig. ing. "scuttled") 22 mn al SW de Isla Planier, frente a Marsella, ha. las 13:00 h. Coordenadas 42º 55' N, 5º 15' E. Ruta seguida por el Tottenham: Oneglia - Gibraltar. Ficha completa del barco (ex Harewood) en: http://www.teesbuiltships.co.uk/gray/harewood1906.htm
105. ↑  Cañoneado y hundido en el Golfo de León, coordenadas 42º 2' N, 3º 25' E. Ruta seguida por el Achilleus: Marsella - Nemours (Argelia fr.).
106. ↑  Capturado y barrenado (orig. ing. "scuttled") 7 mn al ExS de Isla Medas (frente a Barcelona) ha. las 12:00 h. Ruta seguida por el Mount Coniston: Port Talbot - Marsella.
107. ↑  34 mn al NxE3/4E de la Isla Dragonera. Ruta seguida por el Newburn: Cardiff - Marsella.
108. ↑  34 mn al NxE3/4E de Isla Dragonera, al W de Mallorca, ha. las 11:00 h. Ruta seguida por el Trident: Penarth - Livorno. Ficha completa del buque (con fotografía) en: http://www.teesbuiltships.co.uk/richardsonduck/trident1902.htm
109. ↑  Goleta de casco de hierro (ex Arthurstone), hundida en el Golfo de León, ha. las 05:00 h.
110. ↑  38 mn al SWxW de Isla Planier, frente a Marsella, ha. las 16:00 h. Coordenadas 42º 43' N, 4º 30' E. Ruta seguida por el Imperial: Marsella - Montreal.
111. ↑  88 mn al SWxW de Marsella, ha. las 17:00 h. Coordenadas 42º 16' N, 4º 3' E. Ruta seguida por el Antiope: Marsella - Rosario. Ficha completa del buque en: http://www.teesbuiltships.co.uk/gray/antiope1906.htm
112. ↑  10 mn al NE de Port Vendrès, ha. las 10:00 h. Ruta seguida por el Ganekogorta Mendi: Newcastle - Savona.
113. ↑  40 mn al ENE del Cabo San Sebastián, ha. las 16:00 h. Ruta seguida por el Sebastiano: Nueva York - Génova.
114. ↑  Al S de la costa meridional francesa, procedente de Marsella, ha. las 13:00 h. Coordenadas 42º 50' N, 4º 55' E.
115. ↑  Frente a la costa de Savona ha. las 10:00 h. Coordenadas 40º 30' N, 10º 30' E. Ruta seguida por el Pagasarri: Barry - Génova.
116. ↑  A 4 mn del Cabo Garoupe (zona de Antibes), ha. las 10:40 h. Coordenadas 43º 28' N, 7º 9' E. Ruta seguida por el Nereus: Newport News - Génova.
117. ↑  Bergantín de casco de madera dotado de un motor auxiliar, cañoneado frente la costa de Antibes ha. las 11:10 h. Coordenadas 43º 28' N, 7º 09' E. Ruta seguida por el Saint Gaetan: Marsella - Niza.
118. ↑  Goleta (o bricbarca) de tres mástiles y casco de madera (ex Nino Bixio), detenida y barrenada 40 mn al S de Porquerolles, ha. las 15:00 h., según el diario de guerra (Kriegstagebuch o KTB) del U-35. Ruta seguida por la Gina: Génova - Marsella.
119. ↑  Velero de casco de acero y aparejo de tipo navío, construido como Barfillan para la Ship "Barfillan" Co., Ltd. (Hamilton, Harvey & Co.) de Glasgow, fue vendido en 1909 al armador Cav. N. Ferretti fu G.B. de Nápoles y rebautizado Caterina F. Finalmente fue revendido en 1916 a los Fratelli Dufour de Génova y rebautizado Regina Pacis. Fue detenido y cañoneado frente a la costa de Antibes ha. las 16:00 h. Coordenadas 43º 27' N, 7º 33' E. Ruta seguida por el Regina Pacis: Génova - Buenos Aires.
120. ↑  Bricbarca de cuatro mástiles y casco de hierro, detenido y hundido ha. las 16:00 h. frente a la costa de Porto Maurizio. Ruta seguida por el Balmoral: Génova - Baltimore.
121. ↑  30 mn al SE de Cabo Mele, ha. las 07:00 h. Ruta seguida por el Ivar: Cardiff - Génova. Ficha completa del buque en: http://www.teesbuiltships.co.uk/gray/ivar1907.htm Fotografía en: http://uboat.net/wwi/ships_hit/3085.html
122. ↑  Velero de casco de hierro y aparejo de tipo navío, construido originalmente para la J. & W. Goffey de Liverpool, fue vendido a la G. Mortola fu G.B. de Génova en 1908. Detenido y hundido al S de Savona ha. las 08:00 h. Ruta seguida por el Eurasia: Filadelfia - Génova.
123. ↑  Bergantín de casco de madera, hundido al SW de Génova ha. las 18:20 h. Ruta seguida por el Francesco Saverio D: Giragenti - Cetti.
124. ↑  Al E del Cabo Corso (Cerdeña), ha. las 07:00 h.
125. ↑  Al NE del Cabo Corso, al N de Córcega, ha. las 12:00 h.
126. ↑  Hundido frente al Cabo Corso, al N de la Isla de Córcega, ha. las 13:00 h.
127. ↑  Goleta de tres mástiles y casco de madera, hundida frente al Cabo Corso, al N de la Isla de Córcega, ha. las 13:30 h.
128. ↑  Hundido frente al Cabo Corso, al N de la Isla de Córcega, ha. las 13:30 h.
129. ↑  Bergantín de casco de madera, hundido frente al Cabo Corso, al N de la Isla de Córcega, ha. las 13:30 h.
130. ↑  Frente al Cabo Corso, al N de Córcega, ha. las 14:00 h.
131. ↑  Goleta de tres mástiles y casco de madera, hundida frente al Cabo Corso, al N de Córcega, ha. las 14:00 h.
132. ↑  Goleta de tres mástiles y casco de madera, hundida frente al Cabo Corso, al N de la Isla de Córcega, ha. las 14:45 h.
133. ↑  Hundido al NE del Cabo Corso (Córcega), a unas 10 mn del punto de hundimiento del S. Giuseppe Patriarca, ha. las 14:50 h.
134. ↑  Bergantín de casco de madera, construido como Doride, hundido al E del Cabo Corso (Córcega), ha. las 17:45 h.
135. ↑  Detenido y hundido a 45 mn de Cabo Figari, ha. las 11:00 h. Coordenadas 41º 35' N, 10º 40' E; según el diario de guerra del U-35 (Kriegstagebuch o KTB) las coordenadas fueron 41º 5' N, 11º 13' E.
136. ↑  Bergantín de casco de madera, hundido frente a la costa sudoriental de Córcega, ha. las 14:00 h.
137. ↑  Frente a la costa nororiental de Cerdeña, ha. las 18:00 h. Coordenadas 41º N, 10º 20' E.
138. ↑  Bricbarca de casco de acero construido con el nombre de Kronprindsesse Louise, detenido y hundido al SE de Cerdeña. Coordenadas 38º 20' N, 11º 10' E.
139. ↑  12 mn al NWxW de la Isla Pantelleria. Coordenadas 36º 54' N, 11º 42 E. Ruta seguida por el Swedish Prince: Salónica (act. Thessaloniki) - Bizerta (Túnez fr.). El encuentro con el U-35 no debió de desarrollarse de manera tranquila, dado que el Swedish Prince tuvo una baja mortal, y el KL Von Arnauld del U-35 decidió hacer prisioneros al capitán, al ingeniero jefe y a un artillero del mercante.
140. ↑  Hundido en el Canal de Malta, coordenadas 36º 9' N, 15º 49' E. Ruta seguida por el Erix: Rodas - Nápoles.
141. ↑  Bricbarca de casco de acero (ex Jeanne d' Arc), detenido y cañoneado a 70 mn al W de la Isla Marittimo, ha. las 07:15 h. Coordenadas 38º 24' N, 10º 45' E. Ruta seguida por el Doride: Milazzo - Pensacola.
142. ↑  Goleta de tres mástiles y casco de madera, hundida frente al Cabo Carbonara, ha. las 18:00 h. Coordenadas 38º 35' N, 9º 50' E.
143. ↑  Bricbarca de tres mástiles y casco de acero, hundido a unas 60 mn al NNW de Argel, ha. las 13:20 h. Coordenadas 37º 45' N, 2º 50' E. Ruta seguida por el Garibaldi: Baltimore - Savona.
144. ↑  Hundido entre Mallorca y Argel ha. las 19:45 h., procedente de Livorno. Coordenadas 38º 10' N, 2º 55' E.
145. ↑  Hundido 26 mn al ExS1/2S del extremo sudoriental de Isla Formentera, ha. las 12:00 h. Ruta seguida por el Charterhouse: Toulon - Gibraltar. El K.L. Von Arnauld tomó prisioneros al capitán del barco y a dos artilleros de la dotación auxiliar defensiva.
146. ↑  Hundido a 8 mn de Isla Dragonera, cercana a la de Mallorca, ha. las 12:00 h. Ruta seguida por el Hjeltenaes (aún con el nombre anterior de Bufjord): Blyth - Génova. Construido como Nith, había sido vendido y estaba en proceso de renombrado poco antes de su hundimiento; ficha completa del buque en: http://www.teesbuiltships.co.uk/withy/nith1888.htm
147. ↑  Hundido 19 mn al N de Isla Dragonera, en las Baleares, ha. las 10:00 h. Ruta seguida por el Nicolo: Génova - Norfolk.
148. ↑  Hundido 25 mn al NxE de la Isla Dragonera, ha. las 13:30 h. Coordenadas 40º 21' N, 2º 18' E. Ruta seguida por el Bronwen: Barry - Marsella. El K.L. Von Arnauld tomó prisioneros al capitán del barco y a dos artilleros de su dotación auxiliar defensiva.
149. ↑  A unas 40 mn al SE de Barcelona, ha. las 13:30 h. Ruta seguida por el Benpark: Filadelfia - Génova. Ficha completa del buque en: http://www.teesbuiltships.co.uk/craigtaylor/benpark1910.htm
150. ↑  Hundido 53 mn al E de Barcelona, ha. las 12:20 h. Coordenadas 41º 30' N, 3º 20' E. Ruta seguida por el Newby: San Rafael - Larne. Ficha completa del buque (con fotografía) en: http://www.teesbuiltships.co.uk/ropner/newby1890.htm
151. ↑  Hundido 76 mn al ESE de Barcelona, ha. las 17:10 h. Coordenadas 40º 53' N, 3º 18' E. Ruta seguida por el Roddam: Savona - Barry Roads (UK). El K.L. Von Arnauld hizo prisionero al capitán del buque.
152. ↑  50 mn al ExS de Barcelona, ha. las 12:00 h. Coordenadas 41º 25' N, 3º 20' E. Ruta seguida por el Stathe: Cardiff - Livorno.
153. ↑  45 mn al NExN de Isla Dragonera, ha. las 11:00 h. Ruta seguida por el Rallus: Glasgow - Palermo.
154. ↑  40 mn al NNE de Isla Dragonera, ha. las 14:00 h. Ruta seguida por el Secondo: Clyde - Génova.
155. ↑  A 35 mn rumbo 305º del Cabo Formentor, ha. las 17:00. Coordenadas 40º 18' N, 3º 10' E. Ruta seguida por el Vindeggen: Newcastle - La Spezia.
156. ↑  A 20 mn del Cabo San Antonio (Denia), ha. las 10:00 h. Ruta seguida por el Venus: Glasgow - Génova.
157. ↑  A unas 150 mn al E del Cabo de Palos (E) ha. las 13:00 h. Coordenadas 37º 45' N, 2º 15' E.
158. ↑  Registrado como propiedad de la compañía griega Navigation á Vapeur Panhellénique desde 1896, el Registro de la Lloyd's no nombra al propietario del buque en 1916. Detenido y hundido a unas 60 mn rumbo 120º del extremo S de la Isla de Mallorca, ha. las 10:30 h., procedente de Cette (FR). Coordenadas 38º 50' N, 4º 20' E. Algunas fuentes sitúan su hundimiento a 70 mn al S de Menorca, coordenadas 38º 30' N, 4º 5' E.
159. ↑  37 mn al N1/4E de Philippeville (Argelia fr.), ha. las 10:00 h. Coordenadas 38º 32' N, 7º 25' E. Ruta seguida por el Birk: Philippeville - Marsella.
160. ↑  Uno de los mayores barcos hundidos por el U-35, torpedeado ha. las 14:00 h a 35 mn al SE de San Pietro (IT). Constituyó una de las mayores catástrofes marítimas de la I Guerra Mundial en el Mediterráneo por el alto número de víctimas mortales habido. En el Gallia viajaban más de 2.000 militares franceses, y el barco se hundió en menos de 15 minutos. Coordenadas 38º 27' N, 7º 30' E. Ruta seguida por el Gallia: Marsella - Salónica (Thessaloniki).
161. ↑  50 mn al S del Cabo Carbonara (IT) ha. las 09:25 h. Ruta seguida por el Aurora: Génova - Túnez. Ficha completa del buque en: http://www.teesbuiltships.co.uk/ropner/aurora1889.htm
162. ↑  Detenido y hundido 45 mn al S del Cabo Carbonara ha. las 10:00 h. Ruta seguida por el Vera (Capitán Hjalmar Nilsson): Newport (Montreal, Canadá) - Nápoles. Ficha completa del buque en: http://www.teesbuiltships.co.uk/ropner/ashfield1897.htm Construido como Ashfield para la naviera T. Appleby & Co. de West Hartlepool (UK), ésta fue adquirida en 1910 por la Greatham Steam Shipping Co., Ltd. manteniendo el personal de Appleby. En 1913,  la sueca Ångfartygs A/B Vera (Emil Löfgren), de Gefle, lo adquirió y renombró como Vera. Dos años más tarde, en 1915, lo revendió a la Rederi A/B Scania (J. P. Jönsson), para quien navegaba en el momento de su hundimiento.
163. ↑  125 mn al ExS de la Isla de Malta. Coordenadas 35º 48' N, 17º 6' E. Ruta seguida por el Lesbian: Calicut - Londres - Tees. Ficha completa del buque en: http://www.teesbuiltships.co.uk/harkess/lesbian1915.htm
164. ↑  Hundido unas 25 mn rumbo 205º del punto de encuentro con el Lesbian, ha. las 19:15 h.
165. ↑  94 mn al ESE de Malta, ha. las 14:30 h. Coordenadas 35º 31' N, 16º 24' E. Ruta seguida por el Hudworth: Karachi (brit.) - Hull.
166. ↑  40 mn al SExE1/2E de Malta, ha. las 17:00 h, procedente de Cette (FR). El capitán del Mohacs-Field fue hecho prisionero por el K.L. Von Arnauld. Ficha completa del buque en: http://www.teesbuiltships.co.uk/gray/mohacsfield1910.htm
167. ↑  46 mn al SE de Malta, ha. las 07:45 h. Coordenadas 35º 19' N, 15º 7' E. El K.L. Von Arnauld hizo prisionero al capitán del buque. Ruta seguida por el Andoni: Karachi (brit.) - Londres.
168. ↑  32 mn al SExS de Malta, ha. las 14:00 h, (o bien: a 10 mn rumbo 250º del punto de encuentro con el Andoni). El K.L. Von Arnauld hizo prisionero al capitán del buque. Los tripulantes, embarcados en los botes salvavidas, fueron rescatados al día siguiente por el vapor mercante francés Chili. Ruta seguida por el Lynfield: Cardiff - Salónica (Thessaloniki) - Alejandría. Ficha completa del buque en: http://www.teesbuiltships.co.uk/richardsonduck/lynfield1905.htm
169. ↑  Goleta de cuatro mástiles, detenida y hundida a 25 mn de la costa de Cagliari, Cerdeña, ha. las 09:00 h. Coordenadas 38º 32' N, 7º 58' E (según fuentes italianas: 38º 39' N, 8º 1' E). Ruta seguida por el Lyman M. Law: Stockton (Massachusetts, U.S.) - Palermo.
170. ↑  Hundido a unas 40 mn al S del Cabo Carbonara (Cerdeña), ha. las 23:00 h (según hora alemana o "Deutsche Zeit", las 00:00 h del día 12 feb). Coordenadas 38º 30' N, 9º 30' E.
171. ↑  Detenido y barrenado a unas 32 mn, rumbo 160º, del extremo S de Mallorca, ha. las 16:30 h (según otras fuentes, 30 mn al SW de Isla Cabrera). Ruta seguida por el Percy Roy: Nápoles - Santa Pola (E).
172. ↑  28 mn al S de Alicante, ha. las 00:00 h (o el 13 feb 1917 a última hora). Ruta seguida por el Oceania: Nueva York - Oneglia (IT).
173. ↑  Goleta de casco de madera, detenida y cañoneada 35 mn al S de Alicante, ha. las 16:00 h. Ruta seguida por el Mery: Liverpool - Cette (act. Sète) (FR).
174. ↑  Cañoneado a 2,5 mn del Faro de la Isla de Tabarca (España), logró refugiarse en el puerto de Alicante. Ruta seguida por el Buranda: Marsella - Cuba. Ficha completa del buque en: http://www.teesbuiltships.co.uk/richardsonduck/buranda1912.htm
175. ↑  Hundido frente al puerto de Alicante ha. las 06:00 h. Ruta seguida por el Prudenza: Buenos Aires - Livorno.
176. ↑  Hundido a 15 mn al SW del punto de hundimiento del Prudenza, ha. las 14:50 h. Ruta seguida por el Oriana: Génova - Montevideo.
177. ↑  Hundido a unas 15 mn al N de Ibiza, ha. las 10:00 h.
178. ↑  Hundido 5 mn al S de Tarragona, ha. las 08:50 h. Ruta seguida por el Giuseppe: West Hartlepool - Génova.
179. ↑  Construido como Rita, detenido y barrenado 25 mn al SSE de Tarragona, ha. las 15:00 h. Ruta seguida por el Guido T: Orán - Génova.
180. ↑  Hundido 6 mn al S de Tarragona, ha. las 06:00 h. Ficha completa del buque en: http://www.teesbuiltships.co.uk/gray/skogland1906.htm
181. ↑  20 mn al E del Cabo Bon (Túnez), ha. las 07:15 h. Coordenadas 37º 8' N, 11º 25' E. Ruta seguida por el Longhirst: Philippeville (Argelia fr.) - Salónica (Thessaloniki), Grecia. Ficha completa del buque en: http://www.teesbuiltships.co.uk/gray/longhirst1904.htm
182. ↑  Fue atacado con 210 militares franceses a bordo, ha. las 18:15 h (coordenadas 36º 20' N, 11º 17' E). Finalmente sería hundido por el U-34 del K.L. Johannes Klasing, frente a las costas de Gourraya, al W de Argel, el 30 de junio de 1917. Ficha del buque con fotografía en: http://uboat.net/wwi/ships_hit/4227.html
183. ↑  Torpedeado 25 mn al SExS1/2S de Pantelleria (IT), ha. las 13:50 h. Coordenadas 36º 21' N, 12º 46' E. Ruta seguida por el Dorothy (Capitán: Smiles): Túnez - Salónica (Thessaloniki).
184. ↑  Cañoneado a 30 mn y 130º de Pantelleria (IT) ha. las 08:00 h. Coordenadas 36º 30' N, 12º 50' E. Ruta seguida por el Prikonisos: Salónica (GR) - Argel.
185. ↑  15 mn al SW del Cabo Rosello, Sicilia. Ruta seguida por el Argdask: Bombay - Hull.
186. ↑  Goleta de cuatro mástiles y casco de madera, detenida y hundida 35 mn al SW de Cerdeña (aunque no se hundió totalmente hasta las primeras horas del 5 de abril de 1917). Ruta seguida por la Marguerite: Cagliari - Mobile.
187. ↑  Cañoneado 80 mn al NE del Cabo de Hierro (Cap de Fer), resistió durante 1 h 15 min el ataque del U-35, respondiendo a su fuego con la artillería auxiliar de a bordo. En el curso del combate sufrió 16 muertos. Finalmente fue detenido y hundido con el cañón de cubierta del submarino y con una carga de demolición interna. Tan tenaz resistencia hizo que el K.L. Von Arnauld hiciera prisionero al capitán del Parkgate. Anteriormente había sufrido otro importante ataque submarino: el 1 jun 1916, en el Mar del Norte, chocó con una mina largada por el UC-10 del K.L. Alfred Nitzsche (a 1,5 mn del Buque-Faro "Sunk", coordenadas 51º 52' N, 1º 39' 3" E), varó en Mucking Flat, y fue reflotado y devuelto al servicio. En el momento de su hundimiento, el Parkgate seguía la ruta Malta - Gibraltar. Ficha completa del buque (con fotografía) en: http://www.teesbuiltships.co.uk/craggs/parkgate1906.htm
188. ↑  47 mn al SW del Cabo Sperone (Cerdeña), siguiendo la ruta La Goleta (Túnez fr.) - West Hartlepool. El K.L. Von Arnauld hizo prisionero al capitán del Maplewood. En el cuerpo del artículo, a la izquierda, se ve al Maplewood recibiendo un impacto del U-35, en una foto tomada desde el mismo submarino. Ficha completa del buque (con fotografía) en: http://www.teesbuiltships.co.uk/ropner/maplewood1915.htm
189. ↑  Goleta de tres mástiles y casco de madera, detenida y barrenada a 20 mn al SE de Punta Garrucha (España), coordenadas 36º 57' N, 1º 50' W. Ruta seguida por la Miss Morris: Génova - Málaga.
190. ↑  A 30 mn de la costa de Motril (al E de Gibraltar), realizando la ruta Cardiff - Orán. Ficha completa del buque en: http://www.teesbuiltships.co.uk/rayltondixon/india1899.htm
191. ↑  40 mn al W del Cabo Espartel (E), siguiendo la ruta Buenos Aires - Génova.
192. ↑  30 mn al W del Cabo Espartel (E), siguiendo la ruta Nueva Orleáns - Marsella.
193. ↑  50 mn al W del Cabo Espartel (E), realizando la ruta Norfolk - Génova.
194. ↑  135 mn al W de Gibraltar, cuando seguía la ruta Gibraltar - Jamaica. Coordenadas 36º N, 9º W. El K.L. Von Arnauld hizo prisionero al capitán del Patagonier.
195. ↑  A 26 mn del Cabo Santa María, cuando seguía la ruta Huelva - Norfolk.
196. ↑  140 mn al W de Gibraltar, coordenadas 35º 30' N, 8º 10' W. Ruta seguida por el Brisbane River: Malta - Baltimore. El K.L. Von Arnauld hizo prisionero al capitán del buque. Ficha completa en: http://www.teesbuiltships.co.uk/irvine/brisbaneriver1914.htm
197. ↑  160 mn al W de Gibraltar, coordenadas 35º 14' N, 8º 25' W. Ruta seguida por el Corfu: Filadelfia (U.S.) - Génova.
198. ↑  150 mn al W de Gibraltar, coordenadas 35º 30' N, 8º 18' W. Ruta seguida por el Fernmoor: Baltimore - Génova.
199. ↑  100 mn al W de Gibraltar, coordenadas 35º N, 9º 45' W. Ruta seguida por el Trekieve: Cardiff - Gibraltar. El K.L. Von Arnauld hizo prisionero al capitán del buque.
200. ↑  170 mn al W1/2S de Gibraltar, seguía la ruta Sagunto - Glasgow. Ficha completa del buque (ex Kenley) en: http://www.teesbuiltships.co.uk/gray/kenley1900.htm
201. ↑  Encajó un torpedo 90 mn al WxN de Gibraltar, procedente de Liverpool, pero sobrevivió. Sería hundido el 27 de mayo de 1918 por el submarino UB-51 del K.L. Ernst Krafft (31º 30' N, 27º 56' E), cargado con tropas (101 muertos). Ficha completa con fotografía en: http://uboat.net/wwi/ships_hit/3541.html
202. ↑  90 mn al WxN de Gibraltar; seguía la ruta Tyne - Túnez. Ficha completa del buque (ex Phoenix y ex Cairndon) con dos fotografías en: http://www.teesbuiltships.co.uk/rayltondixon/phoenix1893.htm
203. ↑  Unas 50 mn al W de Tánger, viajando de España a Glasgow.
204. ↑  Detenido y barrenado frente al Cabo San Vicente, coordenadas 36º 53' N, 9º 10' W. Ruta seguida por el Bien Aimé Prof. Luigi: Fowey - Génova.
205. ↑  Detenido y barrenado frente al Cabo San Vicente, a unas 2 mn de la costa de Sagres. Coordenadas 37º 2' N, 9º W. Ruta seguida por el Nordsøen: Bergen - Génova. Ficha con fotografía: http://uboat.net/wwi/ships_hit/4435.html
206. ↑  Frente al Cabo San Vicente, en el área de Sagres (coordenadas aprox. 37º N, 9º W). Ruta seguida por el Torvore: Swansea - Nápoles. Ficha del buque (ex Ingram) en: http://www.teesbuiltships.co.uk/withy/ingram1882.htm
207. ↑  5 mn al W1/2S del Faro Pildale, área de Sagres. Coordenadas 37º 3' N, 9º W. Ruta seguida por el Vilhelm Krag: Génova - Barry.
208. ↑  Cañoneado (por error) frente a la costa portuguesa, sufrió un muerto y un herido. Seguía la ruta Gijón - Cádiz. Operaba al margen del esfuerzo de guerra aliado, realizando transportes entre dos puertos españoles.
209. ↑  Cañoneado, detenido y barrenado unas 6 mn al NE de Cabo de Palos. Coordenadas 37º 40' N, 0º 34' W. Ruta seguida por el Alavi: Génova - Cartagena.
210. ↑  Hundido de noche frente a Cartagena, coordenadas 37º 42' N, 0º 33' W. (Según algunas fuentes, en las primeras horas de la madrugada del 14 de octubre de 1917.) Ruta seguida por el Despina G. Michalinos: Marsella - Gibraltar. Ficha completa del buque en: http://www.teesbuiltships.co.uk/gray/despinagmichalinos1907.htm
211. ↑  Frente a Cabo de Palos, coordenadas 37º 46' N, 0º 38' W. Ruta seguida por el Doris: Clyde - Génova.
212. ↑  Hundido frente a Cartagena, coordenadas 37º 45' N, 0º 38' W. Ruta seguida por el Lilla: Clyde - Génova.
213. ↑  Frente a Punta Sabinal, coordenadas 36º 39' N, 2º 11' W.
214. ↑  Hundido al W de Gibraltar, mientras navegaba de Glasgow a Torre Annunziata (IT).
215. ↑  50 mn al S de Cabo Cantin (32º 47' N, 9º 41' W)
216. ↑  55 mn al ExS1/2S de Gibraltar. Coordenadas 36º N, 4º 15' W. Ruta seguida por el Namur: Shanghai - Londres.
217. ↑  14 mn al W del Cabo Cherchell (Argelia fr.). Ruta seguida por el Cambric: Túnez - Reino Unido. Cuatro tripulantes fueron hechos prisioneros por el K.L. Von Arnauld lo que, unido a los 24 muertos habidos, hace pensar que el Cambric ofreció resistencia armada a la detención por parte del SM U-35, entablando combate con él con su artillería auxiliar de a bordo (D.E.M.S.).
218. ↑  Al S de la Isla de Cerdeña
219. ↑  Al S de la Isla de Cerdeña
220. ↑  50 mn al E del Cabo Spartivento (IT). Coordenadas 37º 58' N, 17º 9' E. Ruta seguida por el Persier: Cardiff - Tarento.
221. ↑  10 mn al NNE del Cabo Ivi. Ruta seguida por el Fiscus: Barry - Corfú. Ficha completa del buque en: http://www.teesbuiltships.co.uk/craigtaylor/fiscus1917.htm
222. ↑  33 mn al NE1/2N del Cabo Ivi (Argelia fr.), coordenadas 36º 37' N, 0º 33' E. Ruta seguida por el Waverley: Cardiff - Port Saíd.
223. ↑  Frente al puerto de Mazarrón ha. 08:55 h, coordenadas 37º 28' N, 1º 10' W. Ruta seguida por el Pietro: Génova - Gibraltar. Ficha completa del buque en: http://www.teesbuiltships.co.uk/gray/etonian1901.htm
224. ↑  34 mn al NEbN del Cabo Ivi (Argelia fr). Coordenadas 36º 37' N, 0º 24' E (según el diario de guerra o "Kriegstagebuch" del SM U-35, 36º 40' N, 0º 22 E). Ruta seguida por el Turnbridge: Cardiff - Orán - Argel. Ficha completa del buque (ex Ethel Radcliffe): http://www.teesbuiltships.co.uk/irvine/ethelradcliffe1894.htm
225. ↑  18 mn al NW del Cabo Tenes (Argelia fr.), coordenadas 36º 42' N, 1º 1' E. Ruta seguida por el Argo: Penarth (UK) - Alejandría. Ficha completa del buque (con fotografía) en: http://www.teesbuiltships.co.uk/gray/argo1895.htm
226. ↑  36 mn al ExN1/2N del Cabo Tenes. Ruta seguida por el Cliftondale: Cardiff - Orán - Argel. Al parecer, hubo resistencia armada por parte de la D.E.M.S. del Cliftondale, dado que tuvo tres muertos y el capitán del buque fue hecho prisionero por el K.L. Von Arnauld. Ficha completa del buque (ex Selsdon) en: http://www.teesbuiltships.co.uk/gray/selsdon1901.htm
227. ↑  30 mn al N del Cabo Cherchell (Argelia fr.), coordenadas 37º 2' N, 2º 2' E. Ruta seguida por el Nordpol: Newport (Montreal) - Bona (Túnez fr.).
228. ↑  Bergantín de casco de madera, construido como Dona Luisa. Detenido y barrenado 10 mn al SE del Cabo de Tortosa (E). Ruta seguida por el Humberto: Bissau - Marsella.
229. ↑  40 mn al SxE del Cabo de Palos (E). Ruta seguida por el Pytheas: Génova - Nueva Orleáns. Ficha completa del buque (ex Volage) en: http://www.teesbuiltships.co.uk/richardsonduck/volage1895.htm
230. ↑  Torpedeado 54 mn al E de Punta Europa (E), consiguió llegar a puerto. Ruta seguida por el Kerman: Marsella - Louisbourg.
231. ↑  Torpedeado frente a la costa malagueña, logró refugiarse en el puerto de Málaga. Coordenadas 36º 3' N, 4º 17' W. Ruta seguida por el Marconi: Marsella - Río de la Plata.
232. ↑  Al W de la Isla de Sicilia. Ruta seguida por el Daiten Maru: Baltimore - Reggio (IT)
233. ↑  Cañoneado 60 mn al NW de la Isla de Marettimo. Ruta seguida por el Begoña nº 4: Barcelona - El Pireo (GR).

### Detalles sobre los cargamentos
1. ↑  Armador: Tyneside Line, Ltd. (J. Ridley, Son & Tully), North Shields (UK).
2. ↑  Armador: Rouget et Cie., Boulogne.
3. ↑  Armador: Scottish Shipowners' Co., Ltd. (Robertson, Paterson & Co.), Glasgow.
4. ↑   Orig. ing.: Cargo: timber. Armador: Wm. Hansen, Bergen.
5. ↑  Orig. ing.: general cargo. Armador: Wilh. Wilhelmsen, Tønsberg (NO).
6. ↑   Orig. ing.: cargo: scrap iron and lead. Armador: William Hughes & Portavogie, Co., Down.
7. ↑   Orig. ing.: Cargo: molasses. Armador: Lever Bros., Port Sunlight (UK).
8. ↑  Armador: Dampsk. Trudvangs Rederi (Schjelderup & Schjøtt), Bergen (NO).
9. ↑  Armador: John Westcott, Plymouth.
10. ↑  Armador: Boniface et Cie, Fécamp.
11. ↑  Armador: Strathcarron SS. Co., Ltd. (Burrell & Son), Glasgow.
12. ↑  Armador: Albert E. Benney, Preston.
13. ↑  Armador: August Troberg, Mariehamn, & M. Lundqvist, Vårdö.
14. ↑  Orig. ing.: cargo: timber. Armador: A/S Bellglade (Alf Monsen), Tønsberg.
15. ↑  Armador: Crown of India Ship Co., Ltd. (J. Joyce & Co.), Liverpool.
16. ↑  Armador: Armement Veuve E. H. Mignot, Saint-Malo.
17. ↑  Armador: Hopemount Shipping Co., Ltd. (Stamp, Mann & Co.), Newcastle.
18. ↑  Armador: Thompson Steam Shipping Co., Ltd. (V. T. Thompson & Co.), Sunderland.
19. ↑  Armador: A. Kalming, Riga.
20. ↑  Armador: Soc. Anon. des Armateurs Nantais, Nantes.
21. ↑  Armador: Skibs-A/S Morna (G. Berg & Co.), Kristiania (NO).
22. ↑  Armador: Cie. Française de Marine et de Commerce, Cherbourg.
23. ↑  Liverpool Shipping Co., Ltd. (H. Fernie & Sons), Liverpool.
24. ↑  Armador: Moor Line, Ltd. (W. Runciman & Co.), Londres.
25. ↑  Orig. ing.: Cargo: general cargo. Armador: Società Italiana de Servizi Marittimi, Venecia.
26. ↑  Orig. ing.: Cargo: troops & equipment. Armador: Atlantic Transport Co., Ltd., West Hartlepool.
27. ↑  Armador: Britain SS. Co., Ltd. (Watts, Watts & Co.), Londres.
28. ↑  Armador: Cunard Steam-Ship Co., Ltd., Liverpool.
29. ↑  Orig. ing.: Cargo: general cargo. Armador: The Clan Line Steamers, Ltd. (Cayzer, Irvine & Co.), Glasgow.
30. ↑  Orig. ing.: Cargo: fuel oil. Armador: Lumina SS. Co., Ltd. (H. E. Moss & Co.), Liverpool.
31. ↑  Armador: Commonwealth Government Line of Steamers, Londres.
32. ↑  Orig. ing.: Cargo: general cargo. Armador: The Barrie Shipping Co., Ltd. (C. Barrie & Sons), Dundee.
33. ↑  Armador: Pekin Syndicate, Ltd., Londres.
34. ↑  Armador: A/S D/S Wacousta (Christensen & Stenseth), Sandefjord (NO).
35. ↑  Armador: F. Leyland & Co., Ltd., Liverpool.
36. ↑  Orig. ing.: Cargo: manganese ore & seeds. Armador: Sutherland SS. Co., Ltd. (A. M. Sutherland), Newcastle.
37. ↑  Orig. ing.: Cargo: general cargo. Armador: Commonwealth & Dominion Line, Ltd., Londres.
38. ↑  Armador: Hain SS. Co., Ltd., (E. Hain & Son), St. Ives (UK).
39. ↑  Armador: Marine Nationale de France. Propietaro de preguerra: Cie. Générale Transatlantique, Le Havre. El La Provence fue uno de los barcos de bandera francesa más conocidos de las rutas trasatlánticas entre el noroeste de Europa y Nueva York antes de 1914.
40. ↑  Armador: Soc. Marittima Italiana, Nápoles.
41. ↑  Armador: Glasgow United Shipping Co., Ltd. (Maclay & McIntyre), Glasgow.
42. ↑  Armador: Atlantic Transport Co., Ltd., Belfast.
43. ↑  Armador: Soc. Anon. di Navigazione "La Sicania", Trapani.
44. ↑  Armador: Ferrovie dello Stato, Palermo.
45. ↑  Armador: Flli. E. & G. Gargana, Civitavecchia.
46. ↑  Armador: Fortunato Marini, Palermo.
47. ↑  Armador: G. Ferrara, Torre del Greco.
48. ↑  Orig. ing.: Cargo: general cargo. Armador: Leith, Hull & Hamburg Steam Packet Co., Ltd. (J. Currie & Co.), Leith (UK).
49. ↑  Armador: E. G. Drago, Génova.
50. ↑  Orig. ing.: Cargo: patent fuel & coal (patent fuel puede traducirse como combustible aglomerado). Armador: English & American Shipping Co., Ltd. (C. T. Bowring & Co., Ltd.), Londres.
51. ↑  Armador: Alessandro Podestà, Génova
52. ↑  Orig. ing.: Cargo: general cargo. Armador: Leith, Hull & Hamburg Steam Packet Co., Ltd. (J. Currie & Co.), Leith.
53. ↑  Orig. ing.: Cargo: manganese ore & general cargo. Armador: Clyde Shipping Co., Ltd., Glasgow.
54. ↑  Armador: Soc. Française d' Armement Em. Frisch & Cie., Marsella.
55. ↑  Armador: A/S Aquila (Thv. B. Heistein & Sønner A/S), Kristiansand.
56. ↑  Armador: Veuve Jérôme Malandain et fils, Fécamp.
57. ↑  Armador: I. Villavecchia & G. Avversari, Génova.
58. ↑  Armador: Cie. Générale Transatlantique, Marsella.
59. ↑  Armador: Giulio d' Ali Staiti, Trapani.
60. ↑  Orig. ing.: Cargo: campeche wood. Armador: G. Bacigalupi, La Spezia.
61. ↑  Orig. ing.: Cargo: campeche wood. Armador: T. Gazzolo fu A., Génova.
62. ↑  Armador: Chuyetsu Kisen K.K., Tarumi (JP).
63. ↑  Armador: Canford Chine SS. Co., Ltd. (H. G. Harper & Co.), Cardiff.
64. ↑  Orig. ing.: Cargo: general cargo. Armador: Cie. Générale Transatlantique, Le Havre.
65. ↑  Armador: Soc. Commerciale Italiana di Navigazione, Génova.
66. ↑  Armador: Soc. Anon. Angelo Parodi fu Bmeo., Génova.
67. ↑  Armador: Flli. Biriaco, Catania.
68. ↑  Armador: Peirce Bros., Mesina.
69. ↑  Armador: Cardiff SS. Co., Ltd. (W. R. Corfield), Cardiff.
70. ↑  Armador: O. Tomei, Viareggio.
71. ↑  Armador: T. Wilson, Sons & Co., Ltd., Hull.
72. ↑  Armador: B. Beneditti, Viareggio.
73. ↑  Armador: Soc. Veneziana di Nav. a Vap., Venecia.
74. ↑  Armador: Robt. Harrowing & Co., Whitby.
75. ↑  Armador: A/S D/S Carl (L. H. Carl), Copenhague.
76. ↑  Armador: W. H. Cockerline & Co., Hull.
77. ↑  Armador: Peirce Bros., Mesina.
78. ↑  Armador: E. Ghilarducci, Viareggio.
79. ↑  Armador: Carlo Bemi, Viareggio.
80. ↑  Armador: A/S Karmøens Fiskerikompagni, Åkrehavn (David Tjøswold, Haugesund), Skudeneshavn (NO).
81. ↑  Armador: A/S Karmøens Fiskerikompagni, Åkrehavn (David Tjøswold, Haugesund), Skudeneshavn (NO).
82. ↑  Armador: West Hartlepool Steam Nav. Co., Ltd., West Hartlepool.
83. ↑  Armador: Herman Hestein fu Mayor, Livorno.
84. ↑  Armador: L. & P. Selon Frères, Marsella.
85. ↑  Armador: E. K. Vlassopoulos, El Pireo.
86. ↑  Armador: Ellerman Lines, Ltd. (Westcott & Laurence, Ltd.), Liverpool.
87. ↑  Armador: La Veloce Nav. Italiana, Génova.
88. ↑  Armador: Edoardo Mazza, Savona.
89. ↑  Britain SS. Co., Ltd. (Watts, Watts & Co., Ltd.), Londres.
90. ↑  Armador: P. M. Venetsianos & N. J. Nomicos, El Pireo. El buque había sido fletado (orig. ing. "under charter lease") por la Armée de France.
91. ↑  Armador: Sefton SS. Co., Ltd. (H. E. Moss & Co.), Liverpool.
92. ↑  Armador: Newcastle SS. Co., Ltd. (J. J. & C. M. Forster), Newcastle.
93. ↑  Armador: Hall Bros. SS. Co., Ltd. (Hall Bros.), Newcastle.
94. ↑  Armador: G. Drago, Génova.
95. ↑  Armador: Red Funnel Shipping Co., Ltd., Londres.
96. ↑  Armador: Egypt & Levant SS. Co., Ltd. (T. Bowen Rees & Co., Ltd.), Londres.
97. ↑  Armador: Cía. Naviera Sota y Aznar (Sota y Aznar), Bilbao.
98. ↑  Armador: Fratelli Bianchi, Génova.
99. ↑  Armador: Hakuyo Kisen K.K., Ushioye (JP).
100. ↑  Armador: Cía. Naviera Vascongada (F. de Abasolo), Bilbao.
101. ↑  Armador: Soc. Commerciale Italiana di Nav., Génova.
102. ↑  Armador: Lanata Frères, Île Rousse (FR).
103. ↑  Orig. ing. "pit props". Armador: Angelo Vanini, Génova.
104. ↑  Armador: Fratelli Dufour, Génova.
105. ↑  Armador: A. Milesi fu P., Génova.
106. ↑  Armador: A/S Dampsk. Selsk. Carl (L. H. Carl), Copenhague.
107. ↑  Armador: G. Mortola fu G.B. de Génova.
108. ↑  Armador: F.S. Di Donna, Torre del Greco (IT).
109. ↑  Armador: M. Dell'Olio fu G., Molfetta (IT).
110. ↑  Armador: N. Gori & C., Viareggio.
111. ↑  Armador: Gioacchino Napoli, Catania.
112. ↑  Armador: O. Puccinelli, Viareggio.
113. ↑  Armador: E. Bonnafous (Adolfo Tomei), Viareggio.
114. ↑  Armador: Ettore Giannoni
115. ↑  Armador: C. Scarfogliero & A. Olivieri, Torre del Greco (IT).
116. ↑  Armador: G. Uccella, Nápoles.
117. ↑  Armador: A. Di Mauro, Trapani.
118. ↑  Armador: G. Sivori, Génova.
119. ↑  Armador: A. Drago di E., Génova.
120. ↑  Armador: Prince Line, Ltd. (James Knott), Newcastle.
121. ↑  Armador: Soc. Anon. di Navigazione La Sicania, Trapani.
122. ↑  Armador: Fratelli Pollio, Castellamare (IT).
123. ↑  Armador: Raffaello Molinelli, Viareggio.
124. ↑  Armador: G. Quaglia, Génova.
125. ↑  Armador: Ferrovie dello Stato, Nápoles.
126. ↑  Armador: Preston Steam Nav. Co., Ltd. (Becker & Co., Ltd.), Londres.
127. ↑  Armador: A/S D/S Hjeltenæs (Eriksen & Andersen), Bergen.
128. ↑  Armador: W. & C. T. Jones SS. Co., Ltd. (W. & C. T. Jones), Cardiff.
129. ↑  Armador: Soc. Nazionale di Navigazione (G. Ansaldo & C.), Génova.
130. ↑  Armador: Temple, Thomson & Clark, West Hartlepool (Londres).
131. ↑  Armador: Red "R" SS. Co., Ltd. (Stephens, Sutton & Stephens), Newcastle.
132. ↑  Armador: Stathe SS. Co., Ltd. (J. S. Rees), St. Ives (Cardiff).
133. ↑  Armador: Cork SS. Co., Ltd., Cork.
134. ↑  Armador: Fisher, Alimonda & Co., Ltd., Londres.
135. ↑  Armador: Jens Folkmans Rederi A/S (Jens Folkman), Skien (NO).
136. ↑  Armador: Soc. Commerciale Italiana di Nav., Génova.
137. ↑  Marine Nationale de France
138. ↑  Armador: Navigation á Vapeur Panhellénique, El Pireo (GR).
139. ↑  Armador: A/S D/S Birk (Abr. Odfjell), Bergen (NO).
140. ↑  Marine Nationale de France. Armador de preguerra: Cie. de Navigation Sud-Atlantique, Burdeos.
141. ↑  Armador: S. Razeto fu A., Génova.
142. ↑  Armador: Rederi A/B Scania (J. P. Jönsson), Landskrona (SE).
143. ↑  Armador: Ellerman Lines, Ltd. (Graham Smith), Liverpool.
144. ↑  Orig. ing.: "Cargo: barley & seed". Armador: Trechmann SS. Co., Ltd. (Trechmann Bros.), West Hartlepool.
145. ↑  Armador: Doughty Shipping Co., Ltd. (H. Doughty & Co.), West Hartlepool.
146. ↑  Armador: Elder Line, Ltd., Liverpool.
147. ↑  Orig. ing.: "Cargo: rail wagons, coal & coke." Armador: Field SS. Co., Ltd. (E. Aston), Stockton.
148. ↑  Armador: Benedict Manson, New Haven, Connecticut.
149. ↑  Armador: John B. Foote, St. John's, Nova Scotia (Canadá).
150. ↑  Armador: Luigi Pittaluga, Génova.
151. ↑  Orig. ing.: "Cargo: pitch in bulk". Armador: M. Meyer, Riga.
152. ↑  Armador: Buranda SS. Co., Ltd. (Burdick & Cook), Londres.
153. ↑  Armador: Soc. Anon. di Nav. Adriatica, Venecia.
154. ↑  Armador: Filippo Baglietto, Génova.
155. ↑  Armador: Dall'Orso & Co., La Spezia.
156. ↑  Orig. ing.: "Cargo: grass". Armador: Oreste Tomei, Viareggio (IT).
157. ↑  Armador: Rederi A/B Skogland (T. Persson), Helsingborg (SE).
158. ↑  Armador: Pyman, Watson & Co., Ltd., Cardiff.
159. ↑  Armador: Soc. Générale de Transports Maritimes à Vapeur, Marsella.
160. ↑  Había 270 militares franceses a bordo, y 16 de ellos murieron en el hundimiento. Armador: John Ness, Sunderland.
161. ↑  Armador: Pandeli Bros., El Pireo (GR).
162. ↑  Armador: SS. Ardgarry Co., Ltd. (Lang & Fulton, Ltd.), Greenock.
163. ↑  Armador: Whitman Chase, Jr., Fall River, Mass.
164. ↑  Armador: Parkgate SS. Co., Ltd. (Turnbull, Scott & Co.), Londres.
165. ↑  Armador: Constantine & Pickering SS. Co., Middlesbrough.
166. ↑  Armador: D. Davies, Carnarvon (UK).
167. ↑  Armador: S. Costomeni & S. Valmadis, Syra (GR).
168. ↑  Armador: E. Accame & figli, Génova.
169. ↑  Armador: G. C. Dracoulis, Ithaca (GR).
170. ↑  Armador: Navigazione Generale Italiana, Génova.
171. ↑  Armador: Brys & Gylsen, Ltd., Londres.
172. ↑  Armador: Panaghis Drakatos (Ambatielo Bros.), Argostoli (GR).
173. ↑  Armador: British Empire Steam Nav. Co., Ltd. (Houlder Bros. & Co., Ltd.), West Hartlepool.
174. ↑  Orig. ing. "Cargo: scrap iron & steel billets". Armador: Corinthian Shipping Co., Ltd. (R. Nicholson & Sons), Liverpool.
175. ↑  Armador: W. Runciman & Co., Newcastle.
176. ↑  Orig. ing.: "Cargo: government cargo". Armador: Hain SS. Co., Ltd. (E. Hain & Son), St. Ives.
177. ↑  Armador: Sowwell SS. Co., Ltd. (Galbraith, Pembroke & Co.), Londres.
178. ↑  Armador: The Shipping Controller (Union-Castle Mail SS. Co., Ltd.), Londres.
179. ↑  Armador: Lowlands Steam Shipping Co., Ltd. (J. Crass & Co.), Newcastle.
180. ↑  Armador: G. E. Salvagno & Nipoti, Venecia.
181. ↑  Armador: Ferdinando Padolecchia, Marina di Carrara (IT).
182. ↑  Orig. ing. "Cargo: herring in barrels". Armador: D/S A/S Skagerak (M. Nielsen & Søn), Esbjerg (Copenhague).
183. ↑  Armador: A/S Torvore (Lundegaard & Stray), Farsund (NO).
184. ↑  Armador: D/S A/S Vilhelm Krag (Harald Bjering), Bergen.
185. ↑  Armador: Ybarra y Cia., Bilbao/Sevilla.
186. ↑  Armador: Bombay & Persia Steam Navigation Co., Ltd., Bombay.
187. ↑  Armador: Michalinos Maritime & Commercial Co., Ltd., El Pireo (GR).
188. ↑  Orig. ing. "Cargo: coal and benzine in barrels". Armador: Soc. Commerciale Italiana di Nav., Génova.
189. ↑  Armador: Francesco Degrossi, Génova.
190. ↑  Militarizado por la Royal Navy. Propietario de preguerra: Midland Railway Co., Barrow.
191. ↑  Armador: S. Cenzini, Génova.
192. ↑  Goleta de tres mástiles y casco de madera. Armador: The Atlantic Shipping Co., Stonington, CT (U.S.).
193. ↑  Armador: Peninsular & Oriental Steam Navigation Company, Greenock (UK).
194. ↑  Armador: W. H. Cockerline & Co., Hull.
195. ↑  Armador: Brys & Gylsen, Ltd., Londres.
196. ↑  Armador: Tempus Shipping Co., Ltd. (W. H. Seager & Co., Ltd.), Cardiff
197. ↑  Armador: Pyman SS. Co., Ltd. (G. Pyman & Co.), West Hartlepool (UK).
198. ↑  Armador: Giuseppe Ravano fu Pietro, Génova.
199. ↑  Armador: British Dyes, Ltd. (H. E. Moss & Co.), Hull.
200. ↑  Armador: W. H. Vernall, West Hartlepool (Londres).
201. ↑  Armador: Nella Steam Shipping Co., Ltd. (P. Samuel), Bristol.
202. ↑  A/S Doris (H. C. Gørrissen), Christiania (NO).
203. ↑  Orig. ing.: "cargo: coconut seeds". Armador: Ramalheira & Co., Funchal (PT).
204. ↑  Armador: D/S A/S Pytheas (O. A. T. Skjelbred), Kristiansand (NO).
205. ↑  Armador: British Tanker Co., Ltd., Londres.
206. ↑  Armador: Liverpool, Brazil & River Plate Steam Nav. Co., Ltd. (Lamport & Holt, Ltd.), Liverpool.
207. ↑  Armador: Shosho Kisen K.K., Dairen (JP).
208. ↑  Armador: Cía. de Navegación de Begoña (J. M. Urquijo), Bilbao.
209. ↑  Carguero de casco en torreta (orig. ing.: "turret hull steamer") hundido 28 mn al ExN1/2N de los Rompientes de Cani, procedente de Port Saíd (Egipto brit.).